# 中華民國陸軍軍官學校
中華民國陸軍軍官學校（簡稱陸軍官校、陸官）是中華民國的國家直屬軍事院校，由中華民國國父孫中山指示籌辦，成立於1924年6月16日，由中國國民黨總裁蔣中正任首任校長，陸軍軍官學校創校於中華民國廣東省廣州市黃埔區，故世人也稱其为「黃埔軍校」或「黃埔官校」。学校为中國共產黨和蘇聯支持下成立，因此有許多中華人民共和國開國元勛與將領均出自该校。陸軍軍官學校同時也是第五首中華民國國歌的發源地，因為該校第一期學生開學日由孫中山頒布之書面訓詞正是今日中華民國的國歌歌詞。陸軍軍官學校目前隸屬於中華民國國防部，而其宗旨和創校目的是為了培養中華民國陸軍軍官，陸軍官校於臺灣復校後，便改為大學與專科學制，但專科學制在2004年末屆第27期後便取消。
陸軍官校創立時，校址位於廣東廣州黃埔長洲島，創立時命名為「中國國民黨陸軍軍官學校」，陸軍官校當時是中國國民黨的黨校。1927年，陸軍官校遷往中華民國首都南京市，改為隸屬國民政府，並更名為「中央陸軍軍官學校」。1937年，中國抗日戰爭爆發，陸軍官校為避過戰爭而西遷成都市。1946年，陸軍官校因應軍隊國家化改稱「中華民國陸軍軍官學校」。1949年，中華民國政府遷往臺灣臺北。1950年，陸軍官校遷於臺灣高雄市鳳山第四軍官訓練班位址復校迄今已74—75年。陸軍官校黃埔時期的校址和南京時期的校址均被中華人民共和國列為文物保護單位，南京校址現亦為中國人民解放軍東部戰區司令部所在地，而成都時期的校址現為中國人民解放軍西部戰區司令部及空軍機關駐地。
大陸時期期間，大部份陸軍官校畢業生都曾經參與北伐、中原大戰、第一次國共內戰、中國抗日戰爭（第二次世界大戰）和第二次國共內戰等戰事。而陸軍官校於臺灣復校後，於臺灣的畢業生部份都參與過台海衝突，這些人大都擔負起戰備整備等要務，他們的貢獻主要在維繫臺海安全。

## 校史

### 大陸時期

#### 建校籌備

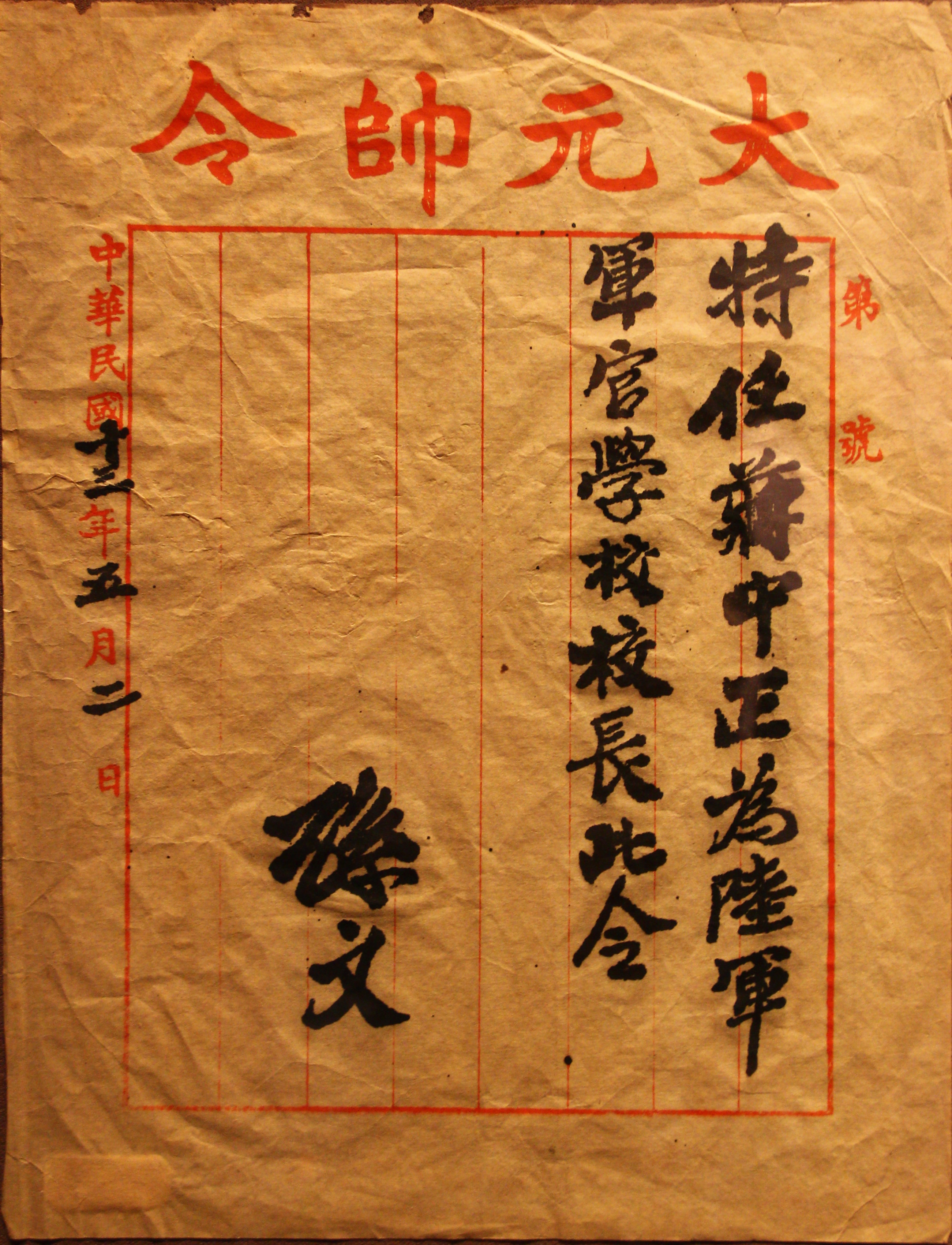
孫中山命蔣中正為陸軍軍官學校校長的特任狀
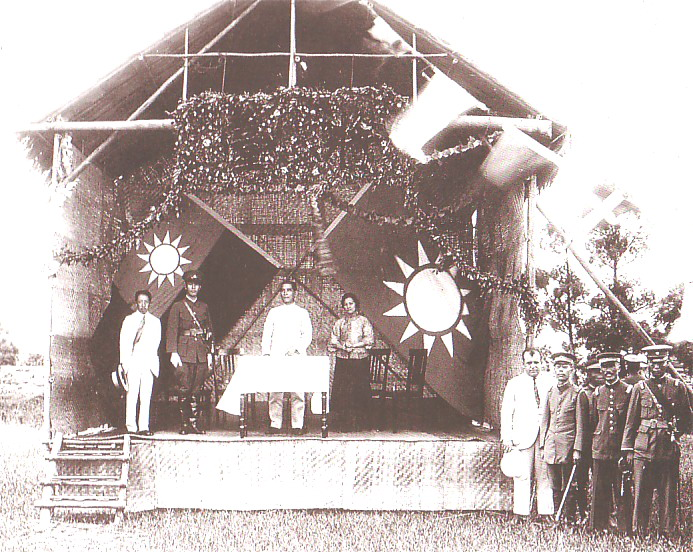
1924年6月16日，孫中山主持陸軍官校創校開幕典禮
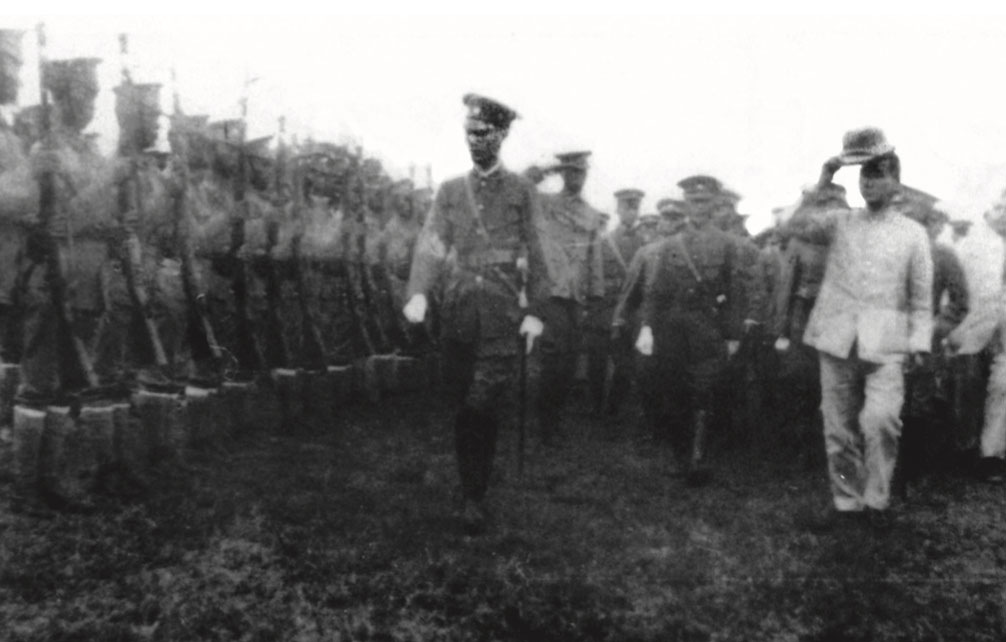
孙中山、蒋中正（蒋介石）检阅陸軍官校學生隊伍
創校開幕日，孙中山與蔣中正（中）、何應欽（左）、王柏齡（右）合影。

1876年，清朝兩廣總督劉坤一倡議創立「廣東西學館」，並且以8萬兩白銀買下位於黃埔長洲島的船塢為廣東西學館館址。 1882年，廣東西學館易名「廣東實學館」。 1884年，張之洞由山西巡撫調升兩廣總督後，將廣東實學館再度易名，改為「廣東博學館」。張之洞後來於1887年8月3日創建了「廣東水陸師學堂」，恰位於廣東博學館原址。至此，廣東水陸師學堂成為了中國第一所軍官學校。
1923年2月，当孙中山准备返回广州重建大元帅府时，邀请苏联派遣军事专家和政治工作人员到广州协助建军，并提出委派代表团赴苏考察政治、军事，学习苏联办军事学校的经验，谈判军事援助等。孙中山与馬林、张太雷、蒋中正（蒋介石）、汪精卫、张继、林业明等商谈后，决定派出“孙逸仙博士代表团”，赴苏联考察党务和军事。代表团由4人组成：蒋中正（蒋介石，为负责人）、张太雷（共产党员，俄文翻译）、沈定一（共产党员）、王宗山（后为蒋介石的英文秘书）。1923年6月，中国共产党第三次全国代表大会正式通过了共产党人以个人身份加入国民党的决议。1923年8月16日，孫中山於是派遣蔣中正代表团开始訪問蘇聯。
陸軍軍官學校最初定名為「中國國民黨陸軍軍官學校」，為中國國民黨培養革命軍幹部之軍官學校:166。1924年1月20日，「中國國民黨第一次全國代表大會決議開辦軍官學校，創立黨軍」:9。1月，孫中山正式委派蔣為陸軍軍官學校籌備委員會委員長，展開籌備工作:166。籌備委員7人：王柏齡、李济深（邓演达代）、沈應時、林振雄、俞飛鵬、宋榮昌、張家瑞，委員會以建立培訓軍事人才的學校。陸軍軍官學校位於廣東省廣州市黄埔區的長洲島上，以舊有廣東陸軍學校與廣東海軍學校舊址為學校校址，通稱「黃埔軍校」:166。然蔣卻在2月21日向國民黨中央執行委員會遞出辭呈，表示「自惟愚陋，不克勝任」，將籌備處交給廖仲愷。不過，蔣在《蘇俄在中國》一書中提到其辭職原因是以個人身分加入國民黨的共產黨人「挾俄自重」，又憂心國民黨不能達成掃蕩軍閥:23。
黃埔老師及幹部
总顾问鲍罗廷鉴于军校缺乏军事干部，受孙中山的嘱托，于1924年4月和加拉罕一起联名向莫斯科发电报派遣教官。1924年5月，苏军军长帕威尔·安德耶维奇·巴甫洛夫（化名高和罗夫）到达广州，受聘孙中山首席军事顾问、黄埔军校军事总顾问兼军事顾问团团长。5月3日，孫以中華民國陸海軍大元帥名義特任蔣為陸軍軍官學校校長:166。5月9日任廖仲愷為中國國民黨黨代表，並籌集軍校經費，軍校教育長由中央軍需總監胡謙轉任，何應欽為總教官，教練部正、副主任為李濟深和鄧演達，王柏齡和葉劍英為教授部正、副主任，戴季陶和周恩來為政治部正、副主任，周駿彥和俞飛鵬為軍需部正、副主任，宋榮昌和李其芳為軍醫部正、副主任，林振雄為管理部主任，張家瑞和王登雲為中、英文秘書，還有一些中國共產黨黨員亦獲任教官及各方面工作，其中包括張申府、周佛海、聶榮臻、魯易、恽代英、夏曦、熊雄、蕭楚女、張秋人、高語罕、杨其纲、王逸常、洪剑雄、卢德铭等人。

#### 黃埔時期

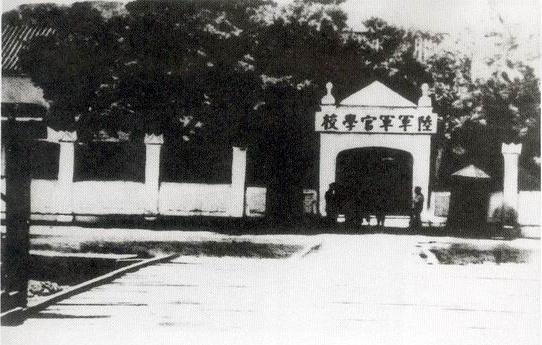
廣州黄埔軍校舊址
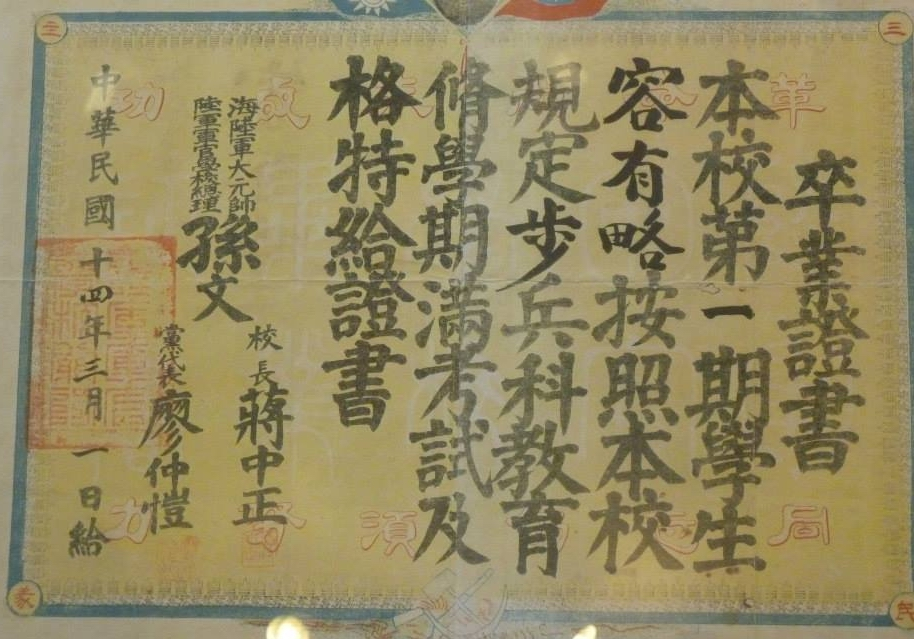
陸官第一期（黃埔一期）步兵科容有略卒業證書
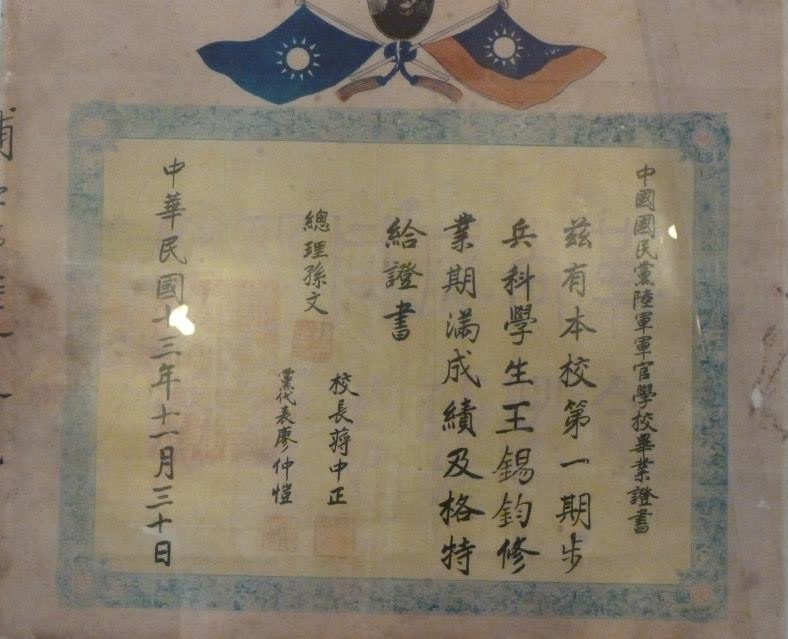
陸官第一期（黃埔一期）步兵科王錫鈞畢業證書
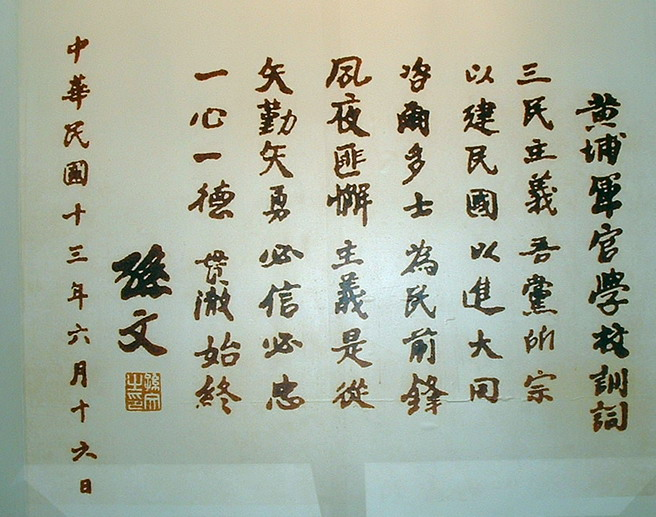
孫中山手書黃埔軍校訓詞

1924年2月10日，國民黨中央執委通過《軍官學校考選學生簡案》，在廣東一省公開招生，在其他各省通過中共和社會主義青年團的地方組織秘密招生。如湖南的招生工作由何叔衡初步选拔后去上海，上海地区的军校招生委员为毛泽东，浙江的招生工作由中共党员胡公冕负责。3月27日，1,200名来自各地的考生在廣東高等師範學校參見考生。4月28日，考試成績揭曉，正取350名，備取100名。湖南考生共產黨員蔣先雲為第一名，其他學生來自中國各地，包括廣東、湖南、湖北、浙江、四川等省，也有來自越南、朝鲜、馬來西亞和泰國的青年。陸軍官校於5月收錄了第一期學生，於5月5日入學，5月9日開課，成為陸軍軍官首批學生。6月16日為創校開幕日，大元帥孫中山至校主持。當日上午6時孫中山身穿白色中山服，頭戴“拿破崙”式白帽，偕夫人宋慶齡乘江固艦由大本營出發，江漢艦隨同翼衛。抵校時由校長蔣中正與妻子陳潔如及校員生在校前排隊奉迎，孫中山接見了主要幹部，後於09時20分赴禮堂演說了「革命的基礎在高深的學問」講話，孫向學生說：要從今天起，立一個志願，一生一世，都不存在升官發财的心理，只知道做救國救民的事業，今天在這地開這個軍官學校，獨一無二的希望，就是創造革命軍來挽救中國的危亡！而在11時30分於操場的開學式中，孫說之所以擇定陳炯明事件兩周年這天舉行黄埔軍校開學典禮，旨在表明要記住沉痛歷史教訓，堅決為締造一支“武力與民眾相結合”的革命武裝而奮鬥。後由胡漢民總參議宣讀總理的書面訓詞：三民主義，吾黨所宗，以建民國，以進大同，咨爾多士，為民前鋒，夙夜匪懈，主義是從，矢勤矢勇，必信必忠，一心一德，貫徹始終，其內容後來更制訂為中華民國國歌歌詞。軍校參照蘇聯紅軍制度實行「軍事與政治並重」的方針，學生學習軍事及革命理論，以提高政治覺悟:31。1924年8月10日至10月16日，黃埔一期學生首次參與軍事行動，為廣州商團事變。在海軍江固號炮艦協助下，扣押由挪威籍貨輪載運的廣東省商團採購軍械。隨後黃埔校軍在10月10日後和廣州商團軍交戰，並成功鎮壓商團軍。
入學不久，所有學生集體加入中國國民黨，連原有中國共產黨黨員在內。中國共產黨有權可推薦若干人進軍校各期受訓，但中國國民黨招募來者占大多數，大多是中等以上階級的城市居民或地主仕紳之子。1924年11月30日軍校第一期學生畢業考試及格465人，另有一說，1924年11月19日大元帅府军政部講武學堂留校的一、二两队158人（大多为湖南人，包括陈明仁、李默庵、丁德隆、左权、袁仲贤、邓文仪等）编入黄埔军校第一期为第六队。四川22名學生併入第6隊畢業，共645人均為步科，1925年5月19日頒畢業證書，6月25日補行畢業儀式:10。 後來，為消滅中國共產黨在陸軍官校內的勢力，中國國民黨便於1925年2月將校名改為「中國國民黨黨立陸軍軍官學校」。1925年8月，黃埔軍校第二期學生畢業:10，军校出师第一次东征时的《告东江人民书》首次使用该校名。
1926年1月，國民政府軍事委員會以國民革命軍軍事教育有統一之必要，決定改組黃埔軍校，合併駐紮廣東的各軍原有的各自的軍官學校，為中央軍事政治學校，直屬該會，並以黃埔軍校為本校校舍，任命蔣為校長:166。而1926年2月军校为援助省港罢工发表的《慰问罢工工友公开信》，仍署名“陆军军官学校”。
1926年初黄埔五期便開始招生。先將黄埔四期中淘汰入伍生編為第五期入伍生第一團，並分派各地執行勤務。至1926年6月底，陸續新招一千餘人，編為入伍生第二團。第五期入伍生教育為期六月，分三個階段實施，但因國民革命形势發展太快，1926年上半年第五期入伍生第一團出勤不止。1926年7月1日，蔣校長在燕塘兵營對第五期入伍生進行校閱。7月9日，第五期全體參加國民革命軍在東校場的誓師北伐。未畢業之黃埔第四期政治大隊，第五期入伍生炮兵團、工兵營、迫擊炮連，共千餘人，隨軍北伐。1926年11月15日，入伍生教育期滿，3,300人編為6個大隊、17個中隊、53個區隊，分步、炮、工、政治、經理五科升學。隨軍北伐的黃埔五期入伍生炮、工、政治科，在南昌被編為三、四、五大隊共1,700人，赴武漢分校就學。留在廣州本校的步兵科駐長洲校本部的第一大隊、長洲蝴蝶崗新校舍的第二大隊，駐平崗的經理科第六大隊，共1,400人。1927年6月在武漢的第五期的第三、四、五大隊由惲代英主持舉行畢業典禮；其中去南京校部的第五期近两百人，在《同學录》中單列為“武漢被迫至宁之炮工政治三科學生”。1927年7月20日第五期第一、二、六三个大隊奉命開赴南京，於8月15日在南京中央軍事政治學校大操場由代理校長何應欽主持舉行畢業典禮，當天孫傳芳部渡江反扑攻打南京，至月底戰役結束，當月戰役結束，五期同學傷亡五百餘人。第五期實際畢業2,418人，知名校友包括鄭庭笈、邱行湘、彭孟輯、唐守治、陳克非、张慕陶、崔庸健、許光達、張宗遜、楊至成、宋時輪、趙尚志、何畏、陶鑄、譚希林、郭汝瑰、廖運周、劉型、徐楚光等。
後北伐革命軍成功攻取武漢，國民政府便於1926年10月27日决定於两湖書院旧址設立政治訓練班。後來，政治訓練班改為「中央軍事政治學校政治科」，並将陸軍軍官學校第5期的政治科学员全數調至武昌就讀中央軍事政治學校政治科。國民政府於1926年12月将陸軍軍官學校第5期的砲兵、工兵科學員調至中央軍事政治學校政治科。1927年1月19日，中央軍事政治學校政治科正式易名為「中央軍事政治學校武漢分校」。此黃埔時期陸軍官校自1924年興辦到1927年共招訓學生5期，也即第1期至第5期。黄埔军校1至5期毕业人数：
| 學期    | 開學日                    | 畢業日         | 畢業人數 |
| ------- | ------------------------- | -------------- | -------- |
| 黄埔1期 | 1924年4月28日             | 1924年11月30日 | 645人    |
| 黄埔2期 | 1924年8月14日（入學考試） | 1925年9月6日   | 449 人   |
| 黄埔3期 | 1925年7月1日              | 1926年1月17日  | 1,233人  |
| 黄埔4期 | 1926年3月8日              | 1926年10月4日  | 2,645人  |
| 黄埔5期 | 1926年4月                 | 1927年8月15日  | 1,480人  |

1926年8月1日以後入校的學員列為黃埔第六期。1926年10月正式入學的第六期入伍生共計4,400餘人。其中有來自南洋各地的僑生。至1928年初，黃埔六期1,026人陸續自行赴杭州集中受訓再轉入南京本校就讀，以及原長沙分校學生、武漢分校學生、學兵團學兵、福建陸軍幹部學校學生、部分軍官團學員等，相繼編入南京本校為第六期共計3,534人，1928年3月6日在南京舉行開學典禮。1929年2月在廣州畢業的第六期僅剩718人，為與南京本校有別，這部分學生稱黃埔六期二總隊。1929年5月南京本校第六期畢業3,252人，稱南京本校六期一總隊。
1927年8月在廣州黃埔地區第七期招收1,400人入學，稱為預科生。1928年秋，接收第八路軍幹部學校學員約800人。1928年12月經升學考試轉為正式生。1930年9月26日在廣州畢業666人，稱第七期第二總隊。
各地分校
黃埔軍校潮州分校：1925年11月12日開始招生。1926年6月1日第一期學員348人畢業，與黃埔該校第三期同等待遇。1926年6月6日第二期學生入伍生期滿升入正科，12月底380人滿畢業，與黃埔軍校本校第四期畢業生享受同等待遇。
黄埔军校武汉分校：北伐军攻占武汉后，1926年10月27日在武昌文昌门、平湖门之间的两湖书院成立武汉分校。黄埔军校武汉分校招考委员会于1926年11月1日正式成立，并开始在武汉和全国各省、市陆续招生。初试6,000余人，复试4,000余人。1926年12月初黄埔五期政治科、炮科、工兵科从广州本校调武汉分校。1927年1月19日中央军事政治学校武汉分校正式成立，主任邓演达（国民革命军总司令部政治部主任兼国民革命军武汉行营主任，中国国民党武汉政治分会委员、湖北省政务委员会主席），党代表顾孟余，秘书长兼政治部主任周佛海（实际主持校务），教育长兼训练部部长张治中，政治总教官恽代英，军事总教官蓝腾蛟，学生总队长杨树淞。1927年2月12日举行开学大典，正式录取第六期入伍生男生986人、女生195人（183名女生正式入学，加上南湖学兵团30名女生被并入女生队，女生队实际在册213人，编为“武汉分校入伍生总队政治女生大队”），全部编为政治科。1927年3月22日改組为「中央軍事政治學校」，取消分校名称。1927年3月下旬，中国国民党中央执行委员会扩大会议决定取消军校校长制，由譚曙卿、邓演达、恽代英3人组成校务委员会，管理校务。四一二事变后，周佛海等出走；后侯连瀛任教育长。1927年6月在校生奉命临时改编为“中央独立师”，侯连瀛任师长，杨树淞任副师长，宗汉英任师参谋长，政治科学生编成第一团，蓝腾蛟任第一团团长。独立师配合叶挺的第二十四师，在纸坊击溃进攻武汉的夏斗寅师，追到咸宁、蒲圻，随即开往沙市、监利威慑企图进攻武汉的杨森部川军。7月初中央独立师回武汉复员，第五期毕业。1927年7月宁汉合流并七一五事变清共后，7月18日武汉分校被解散，第六期1,300多学员编入张发奎的国民革命军第二方面军军官教导团，移驻南湖营房，随即东征，8月8日第二方面军军官教导团改名为第四军军官教导团，团长由第四军参谋长叶剑英兼任，随张发奎部南下广州，后参加了广州起义。
黄埔军校长沙分校：1926年11月国民革命军第八军军长唐生智在长沙筹建中央军事政治学校第三分校（即黄埔军校长沙分校）。1927年1月28日，长沙《大公报》刊登长沙分校招生广告。1927年2月10日在长沙小吴门外教厂坪原湖南建国讲武堂旧址成立长沙分校。录取了千余名入学。新招学生分为步、工、炮和政治4科，学习期限1年；带职军官学习期限6个月。校长石醉六。
黄埔军校广州分校：1926年北伐开始后，黄埔军校留守广州。教育长方鼎英，代理校长兼广州长洲要塞司令官。副校长李济深兼任国民革命军总参谋长、第四军军长、国民革命军广州后方留守处主任。军校政治部主任熊雄。军校政治部副主任、代主任邓文仪。1926年9月黄埔五期正式从入伍生升学入校。后第五期政治科、炮科、工兵科调往武汉分校。1927年李济深发动四一五事变在广东清党，黄埔军校广州分校是重点。1927年7月黄埔五期步兵科的2个大队和经理队开往南京，8月16日在南京举行毕业典礼。。

#### 南京時期

黄埔军校本部变迁及分校示意图

1927年北伐軍攻下南京，廣州國民政府北遷南京，隨著政府中樞北遷，黃埔軍校也計畫遷往南京，原訂於1927年11月1日正式開學。後於同年發生中國國民黨清黨事件，第一次国共合作正式分裂，並發生寧漢分裂事件。此时在广州、武汉、南京分别出现了3所“黄埔军校”：在武汉，以国民党中央的名义决定将武汉分校改组为“（武汉）中央军事政治学校”；在南京自行成立“（南京）中央军事政治学校”；在广州原“（黄埔）中央军事政治学校”依然开办，並未因國民政府北遷而停止招生，並在1927月續招第6期、1928年招收第7期生，副校長李濟深於1928年5月將军校黄埔本部改名为「國民革命軍軍官學校」，但学生纷纷前往武汉、南京，最后在廣東的原4,400人的第六期1929年畢業时只剩下718人。1929年9月10日，南京国民政府把广州的该校改称“国民革命军黄埔军官学校”。第7期生於1930年畢業时，校长蒋中正来电：“第七期学生毕业后，埔校即行停办”。1930年9月，廣州陸官学校正式停办，招收的第8期生則撥交南京方面编为第一总队完成學業。黄埔军校6至8期毕业人数：
| 学期    | 开学日        | 毕业日                  | 毕业人数 |
| ------- | ------------- | ----------------------- | -------- |
| 黄埔6期 | 1926年8月     | 1929年2月24日           | 718人    |
| 黄埔7期 | 1928年5月復課 | 1930年9月26日           | 666人    |
| 黄埔8期 | 1930年5月     | 1933年5月20日于南京毕业 | 305人    |

在南京的黃埔軍校最初名為「（南京）中央軍事政治學校」，蔣中正並要求所有學員宣誓反共，在1927年招收第6期、1928年招收第7期生，學制與第2期後同樣為1年速成教育。原在武汉、长沙、广州及各部队的学员，都一律先行往杭州集中编队受训，共3,534人，然后转往南京入学。1927年11月，南京国民政府以中央军事政治学校的政治部分在南京大石桥组建中央党务学校，以军事部分在南京太平门内原南京陆军军官学校旧址于1928年3月建“中央陆军军官学校”，以蔣為校長，宗旨在培育陸軍初級軍官，備充國軍幹部:166。
在1929年招收的第8期中央陸軍軍官軍校學員開始調整學制，由原本的1年速成教育轉為3年正規教育，此轉換在1930年5月開學之第8期開始。而前7期畢業生部分則由陸軍大學速成班補強學資。南京中央陸軍官校自1928年興辦到1937年西遷成都止，歷时10年，共招訓學生7期，也即陸官第6期至第13期。
中央军校高等教育班（高教班）用于培训杂牌部队中层军官，给予中央军校科班学历教育。
- 高教班第一期：
  - 第一至第四组 南京本校高教班第一期：1932年10月1日在南京黄浦路马标成立。由本校军官教育总队尚未卒业之三队、四队及步兵炮队学员改隶。1933年5月2日毕业。班主任徐培根。
  - 第五组  南宁分校高级班第一期，比照高教班第一期
  - 第六组  南京本校军官研究班宪兵科，比照高教班第一期。1928年9月27日在南京正式成立军官研究班，周址（广东开平人，保定一期）为班主任，10月5日严尔艾（保定六期）为副主任，教务处处长佘念慈（保定陆军速成学堂二期），第1大队（宪兵组）大队长凌光亚（黄埔一期），第2大队（警察组）大队长陈廷璧（黄埔一期），政治大队大队长万全策（黄埔一期），土木工程队队长不详。10月13日在中央军校之东北海林寺设招生处，遂开始招生。主要招生对象为参加过北伐，后被裁撤的军官。投考者达3,000余人，录取学员1,325人。1928年12月6日举行开学典礼。学制一年，只办一期。1929年12月修业期满，毕业考试通过1,181人，12月28日与黄埔第七期同时在大礼堂举行毕业典礼。宪兵组毕业学员379人，改组为宪兵教导队实习勤务。政治组分发各省市党部239人，各军师政训处50人。
  - 第七组  南京本校军官研究班警察科，比照高教班第一期。毕业学员分发首都警察厅113人，各省市公安局328人。
  - 第八组  南京本校军官研究班土木科，比照高教班第一期。毕业学员分发各省市建设厅工务局72人。
- 高教班第二期：
  - 第一至第四组  南京本校高教班 1933年11月各部队选送军官将校入学。1934年6月7日毕业。班主任徐权。
  - 第五组  江西星子特别训练班第一期学员队校官学员，比照高教班第二期。
  - 第六至第九组  南京本校政训研究班第一期，比照高教班第二期。1932年秋入学，1933年3月毕业。学员500人。班主任刘健群。
  - 第十组  南宁分校高级班第二期，比照高教班第二期。
- 高教班第三期：1934年10月入学，1935年8月毕业。
  - 政训研究班第二期：比照高教班第三期。
- 高教班第四期：1935年10月入学，1936年8月毕业。班主任陈芝馨。
- 高教班第五期：1936年9月入学，1937年8月毕业。班主任江煌。
- 高教班第六期：1939年入学，驻成都北校场。1940年6月毕业。班主任刘仲荻。
- 高教班第七期：1940年9月入学，1941年6月毕业。班主任孙元良。
- 高教班第八期：1941年9月入学，1942年1月毕业。班主任孙元良。
- 高教班第九期：1942年9月入学，1943年3月毕业。班主任孙元良。
- 高教班第十期：1943年8月入学，1944年6月毕业。班主任陈素农／刘伯龙／皮震。
- 高教班第十一期：1944年9月入学，1945年6月毕业。班主任皮震。

中央军校特训班：
- 特训班第一期：同军校第10期。1933年7月，中央陆军军官学校驻赣暑期研究班在江西南昌成立，招收黄埔军校前八期失业毕业生及部分失学青年924人。主任康澤、副主任韩文焕。1933年8月编入庐山暑期军官训练团第三期第四营，两周后改为中央军校特别研究班。1933年10月3日，研究班学员编入新成立的军事委员会南昌行营别动队。康泽任总队长、韩文焕总队附，训练班3个大队长马维骥、萧树经、公秉藩分别任别动队三个大队长，开赴南城、临川开展战地实践。
- 特训班第二期：同军校第11期。1934年训练结业的特别研究班学员编为军委会别动总队第四、第五大队，随“参谋团”入川。别动队第五大队接收了贵州。
- 特训班第三期：同军校第12期。1935年春改名为中央军校特别训练班。1935年毕业学员编为军委会别动总队第六、第七大队和巡缉大队。1935年底，第2、第7大队开赴陕北。
- 特训班第四期、第五期：编为军校第13期第二总队。1936年春，原任训练总监部国民军训练处处长潘佑强接任特训班主任，杨文琏为副主任，在全国公开招收军事队、政治队学员各120人。1936年5月1日在星子县入伍，列为第四期。原1935年底设在南京的军事委员会交通研究所的180名学生也并入，编为交通学生队（1938年毕业于沙市）。包括朝鲜流亡青年周世敏、李承烨等。1936年冬，潘佑强被解职，康泽回任，由别动队预备队考选学生150人，收容华北流亡学生500人，列为第五期。1938年1月特训班迁往沙市。
- 特训班第六期：同军校第14期。包括1937年秋冬在庐山招收的政训学生队与交通学生队、1938年春夏在沙市招收东北军编余军官800人及当地学生800人、1938年秋至1939年在丰都招收的均列为第六期共计5,308人。其中1937年秋冬在庐山招收的400人，撤退到陕西王曲，称为特训班第六期西北大队，1939年春改为中央军校七分校。
- 特训班第七期：编为军校第17期第二十总队。1939年底迁往合川县，招考学生3个大队。
- 特训班第八期：同军校第18期第十四总队。1941年招考学生3个大队，学制三年。1944年毕业。

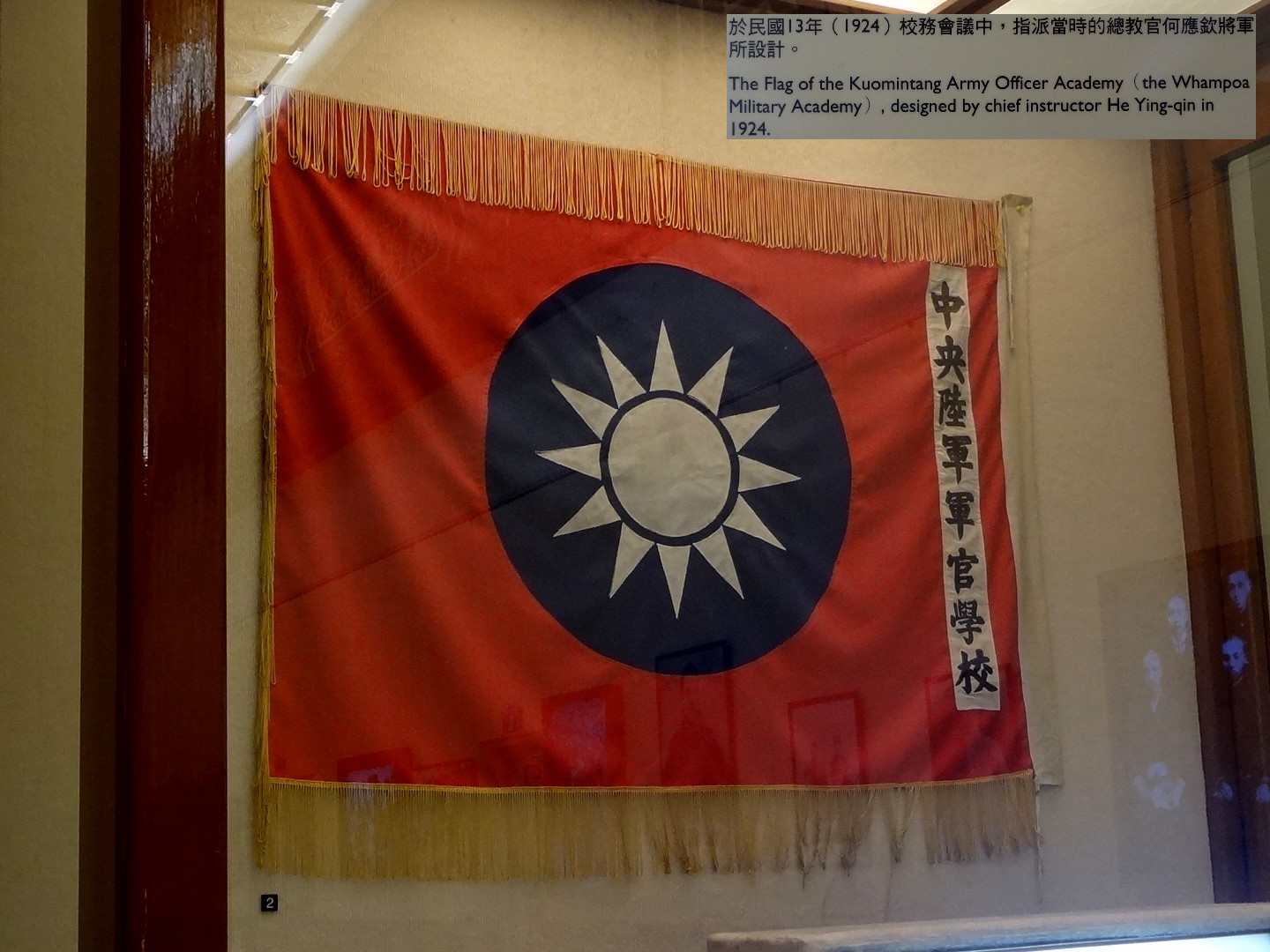
中央陸軍軍官學校校旗

中央陆军军官学校驻豫军官教育团：1931年8月河南省政府主席、驻豫特派绥靖主任公署主任刘峙开封南关旧营房成立。调训驻豫各部队及地方团队现职下级干部。团长刘峙，副团长胡伯翰。

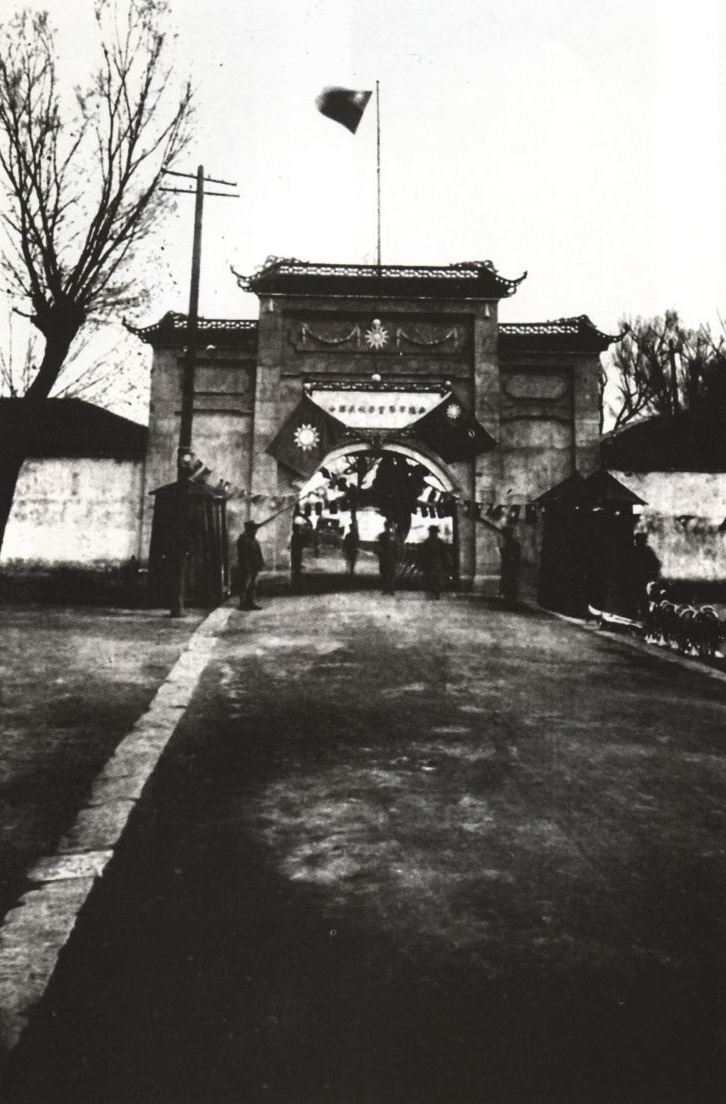
武漢分校校門

1933年初在甘肃省天水玉泉观开设“中央陆军军官学校西北军官训练班”。教育长胡宗南，总队长郭释愚（黄埔一期）。学制一年。
- 第一期：总队下设三个大队，第一大队为社会青年学生180多人；第二大队为排以上军官150多人，第三大队为班长级军士130多人。1934年元月毕业。
- 第二期：
- 第三期：
- 第四期：
- 第五期：
- 第六期：1938年招湖南青年800余驻长沙。

1932年9月，蒋介石以各部队现役初级军官（连排长）中行伍出身者，需施以教育，令南京本校设立军官训练班，叙列黄埔学籍，在“校期班别”栏中加“军训班”三字，以免与黄埔学生正期混同。1933年11月1日祝绍周任洛阳分校筹备主任，军官训练班第2期至第5期改在洛阳分校召集训练，每期10个月。计7,700余人。洛阳分校校刊《党军新报》。
- 中央陆军军官学校军官训练班第一期：在南京本校办学。筹备主任祝绍周（保定军校2期）／桂永清（黄埔1期）。1932年9月27日，蒋致信教育长张治中关于军官训练班八点教育方针。1933年10月就绪，1933年11月招考各部队选送学员1,745名，编为4个大队，每大队分为3队。1933年12月6日开学。1934年6月毕业典礼后学员返回原部队服务。学员上官志标
- 中央陆军军官学校军官训练班第二期：1933年10月招生2,000余名学员编为2个总队共4个大队。第2总队第4大队第16队为朝鲜队160余人，毕业前一个月转到南京黄埔军校与第9期学生一并毕业。
- 中央陆军军官学校军官训练班第三期：1934年10月10日在洛阳开学。2,000余人编为2个总队共4个大队。1935年6月在洛阳以东的巩县、孝义、荥阳、虎牢关、黑石关一带野营战斗演习历时两个星期。1935年7月毕业典礼。学员有谭云生。
- 中央陆军军官学校军官训练班第四期：1个总队3个大队1,000余人。1936年2月报到受训，1936年10月毕业。
- 中央陆军军官学校军官训练班第五期：1个总队3个大队和1个航空区队共1,000余学员。1936年10月入校，1937年7月毕业。

中央军校成都分校（简称“成分”，1935年秋-1938）：主任李明灏，在城西北的陆军小学、武备学校故地为校址。川黔保送编余军官中甄别得六千人，分为第一期（1935年11月20日至1936年11月）、第二期（1936年3月至1937年10月）两期。1936年4月15日两期同在北较场举行开学典礼，分军官、团警、交通、土木工程4个训练班学习。土木工程训练班少将班主任马嗣良。1938年，中央军官学校本校进驻成都分校校址。

#### 抗戰(成都)時期
1937年抗日戰爭爆發，因應國都遷徙，中央陸軍軍官學校於1937年8月由南京西遷。1937年10月军校抵庐山牯岭休整，并于庐山海会寺举行十一期二总队毕业及十三期入伍生升学典礼。旋奉令继续西撤武汉。后至成都。校刊《战斗日报》(1941年1月改《党军日报》)。
1937年8月，李明灏到武汉分校就任中将主任。在武汉招收了第14期青年学生，随后又招收了第15期。1937年11月，武汉分校南迁湖南邵阳。二分校政治部少将主任刘公武（留德兼留日，战前任中央军校特训班政治总教官），就带领第15期部分学生由武昌坐火车到湖南湘潭易家湾，然后徒步几百里来邵阳。根据分校副主任周磐建议，1938年5月，又迁武冈，改名为中央陆军军官学校第二分校。1939年，二分校在法相岩新建校舍，先后建有中山堂、中正楼、应钦楼、崇禧楼。十六期编为第八、第十九总队。1939年秋，二分校扩大17期招生计划，在浙江宁波、金华，河南南阳，湖北宜昌、巴东，湖南常德、邵阳录取4,000多人。1939年秋至1942年夏，沈建中（沈清尘）任二分校同少将政治部主任，主持该校的政训工作。办公处处长姚价垣，教育处长李亚芬，总务、经理、军械、军医等处。1940年3月，又将在福建招的入伍生团调来武冈，从福建的长汀，徒步跋涉，经江西、广东到达武冈。17期学员编为第6、7、21、27四个总队，其中二十七总队为政训总队。18期编为第十二、十三总队。1942年8月周磐接任分校主任，张泰祥接任政治部主任。从14期办到19期，共办10个学生总队，总计毕业学生、学员2万3千多人。学员在校要经过两个阶段的教育，第一阶段是入伍教育，为期约半年；第二个阶段是军官教育，这是学习的重点，时间一年到一年半。黄埔军校第二分校旧址（包括中山堂、李明灏故居和法相岩）现为全国重点文物保护单位。
胡宗南之第七分校设西安王曲，留法的顾希平任副主任，政治部主任为七期的政训处训育股长王超凡。
1945年春，在成都的新都县北门外宝光寺开办陆军军官第一预备学校，教育长邓树仁，招收初中毕业学生，1945年5月入校编队，6月开学，学制三年，学习高中文化课程（占六分之五学时）及基本军事训练，毕业考试合格直接升入陸軍軍官學校。原拟在全国开设九所。1946年10月1日改为“陆军军官学校预备班”，班主任徐幼常。1948年7月毕业，1948年7月16日全体升入陆军军官学校第二十二期第一总队（1948年11月改称第三总队），1949年9月27日毕业。
1945年日本投降，但中央陸軍軍官學校並未遷回南京，仍續留成都。由於國防組織改組，國民政府軍事委員會解散。抗戰勝利後，中央陸軍軍官學校於1946年1月奉命改名為「陸軍軍官學校」:166。隸屬陸軍總部。1947年1月7日蔣中正卸任校長，由黃埔一期畢業之關麟徵接任，蔣中正改任名譽校長，除了中國籍學生，此時陸軍官校開始招收韓國與越南籍人施以軍事教育。因國共內戰白熱化，原本被撤裁的分校重新開辦，稱為「軍官訓練班」，其中最知名者為1947年孫立人在臺灣高雄縣鳳山鎮的前日本臺灣軍基地開設之陸軍軍官學校第四軍官訓練班（又稱「陸軍軍官學校臺灣訓練班」），直属成都本校。在中華民國國軍敗戰趨勢明朗化後，成都的陸軍軍官學校本部也開始籌備遷校事宜。
陸官在大陸最後一期23期學生，在1948年6月、7月間有3,000多位考生，於12月1日入學於四川成都的陸軍官校，但卻提前於1949年12月畢業，畢業典禮是由蔣中正主持，但因四川已遭解放軍包圍，學生只能在學校待命，9月中有77名23期臺籍與特殊狀況學生先由政府運送到臺灣。1949年9月8日教育處處長李永中少將，總隊長蕭平波少將，及蕭步鵬少將等3人與中國共產黨取得聯繫，於1949年11月初蔣中正第二次來陸官時對官生講話，李永中、蕭平波準備扣押蔣，但蕭步鵬把計劃告訴蔣而逃走。後來李永中以「遷校行軍總指揮」名義安排遷校事宜。11月中旬全校開始行軍，為使解放軍能順利接收軍校，一個多月時間部隊採取讓拖等來回游動在川西平原。12月20日軍校北上至溫江西，已和解放軍接上頭；西面是羅廣文一個軍宣佈投共；東面是胡宗南的國軍。這時由李蕭二人召集隊長和學生代表，講了形勢和解放軍的協議與政策，願投共的、跟國民黨的或回家的都自便，學生大都願意投共，25日隊伍至郫縣便由李永中宣佈軍校投共，而解放軍將軍校保持原編制，暫叫「中國人民解放軍第二野戰軍軍校」。1949年12月，解放軍占領成都，成都陸軍官校自1937年興辦到1949年共招訓學生11期，也即第13期至第23期，由中華民國在大陸開辦的陸官到23期停辦，至此，陸官的大陸時期終告結束，邁入臺灣時期。

### 戰後臺灣時期

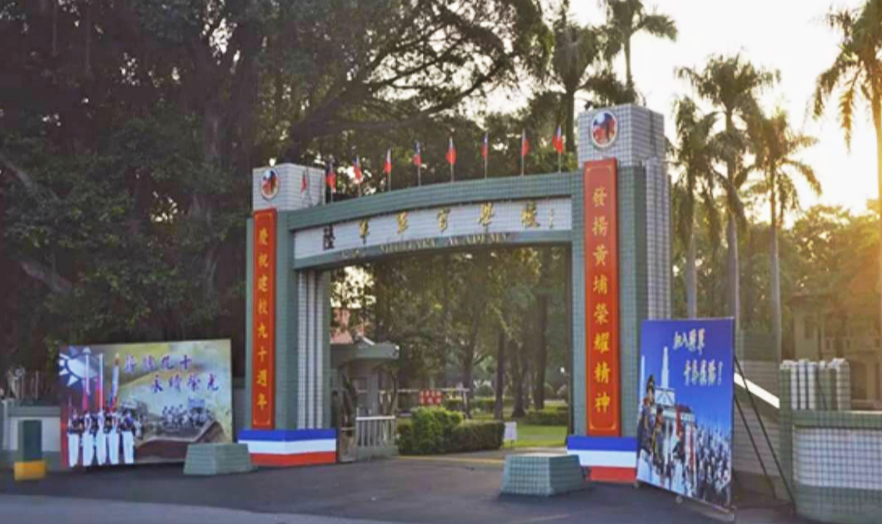
陸軍軍官學校大門

1950年3月1日，在中華民國政府遷往臺灣後，總統蔣中正發表關於陸軍官校復校的演說。1950年8月復校後，首屆校長一職正式由羅友倫中將接任。1950年10月，政府決定以臺灣省高雄縣鳳山鎮原第四軍官訓練班班址為軍校校址，陸軍軍官學校在臺復校:166。校址為原大日本帝國陸軍的武器儲存庫等設施所在。1951年4月，第四軍官訓練班的所有學員、教師及設施都被編進學員總隊，並且成立第24期學生總隊，其訓練期為二年。
1952年6月，蔣中正主持陸軍軍官學校校慶，勉全體師生，抱定光榮戰死之決心:70。9月，蔣介石於陸軍軍官學校預備軍官訓練班剴切致訓詞，說明國家需要革命青年，青年需要革命教育，期以身體生命獻與國家，挽回國運:71。1953年6月，蔣至鳳山主持陸軍官校校慶，並巡視左營軍區，慰勞留越返國將士:74。
1954年6月16日，蔣中正至鳳山，主持陸軍官校三十週年校慶，時官校已改為四年制，其正科畢業生，由教育部授予學士學位，:77-78校慶閱兵典禮由當時總統蔣中正主持，與副總統陳誠一起在校慶中閱兵、校閱骑兵隊，是遷臺後首次舉辦校慶「閱兵」，美軍顧問團團長蔡斯少將也上台致詞。1964年6月，陸軍官校建校40週年，蔣介石親臨致訓，昭示軍校師生黃埔一貫精神，乃犧牲精神、團結精神、負責精神:107。陸軍官校學制於1954年第27期起由兩年改為四年，在此之前各期學年不定，並無四年大學制的「正期班」稱謂，多以第幾期第幾年班稱謂期別，直至1966年陸軍官校開辦「專修學生班」制，為區分前後班別之異，原常規班制始改有「正期學生班」之稱謂。1970年起正期班畢業年班改授為中尉官階，於1975年第47期起學制再延長為四年三個月，在1976年第48期起陸官首次授予文學士學位，在1993年畢業正期班第62期起恢復初任少尉 ，1994年入學正期班第67期開始招收女性學員，1998年開始招收大學儲備軍官訓練團學生。並為了彰顯國民革命軍源於陸軍官校，中华民国国防部決定將陸軍所屬各軍事院校的「入伍生團訓練」集中於陸軍官校施訓。另外，陸軍官校也提供多種短期但無文憑學位的軍官訓練班，其目的是為充實基層幹部。
1977年12月6日再將專修班規劃為「專科學生班」，增設土木、企管、機械和電機四科。另於1996至1998年招收三期二技班，每期二年三個月，開授管理、電機二個學系，是同與大學部「正期班」、專科部「專科班」有正式授予軍、文職文憑畢業證書之班隊。「專科班」為二年半學制，1978年4月28日陸軍官校專科1期至1982年5月5日專科5期入學期間，還續重疊招收專修48至56期之學生，以後便停止專修班之招收。另國防部為激勵愛國情操，於1978年命陸軍官校支援拍攝劉家昌導演的軍教片電影「黃埔軍魂」，與1989年支援拍攝柯受良導演的軍教片「壯志豪情」；另2011年國防部為慶祝建國百年，與三立電視合拍軍事偶像劇「勇士們 (電視劇)」共三個單元15集 。專科學生班後因招收的學生不足，因此自1985年專科8期起，部份期別在每年5月及11月分為甲、乙兩班擴大招生。2003年專科班第26期乙班首次招收飛行軍官班。在2004年末屆召收（2006年停召）第27期後便停止收生，也透過「專業軍官班」的召募來彌補人才短缺問題，陸官專科班1-27期總計畢業生有1萬7,077人。2006年8月1日，國防部精進案實施，裁減兵員，並將各官校校長的官階降為少將。當時，官校校長王根林提前於2006年7月1日退休，而作為繼任兼首任少將編階校長的陳良沛仍未上任，因此校長一職由中华民国陆军副總司令賈輔義代理，而賈輔義僅當校長一個月便离任，陳良沛是第一位出生於臺灣的陸官校長。
為維繫陸軍官校一脈相傳之革命感情，發揚黃埔精神，兩岸先後創建陸官黃埔同學（校友）會組織。北京於1984年6月14日成立「黃埔軍校同學會」，臺北於1991年1月1日成立「中華黃埔四海同心會」，而「陸軍軍官學校校友會」於1988年12月4日在陸軍官校鳳山成立，復於2013年10月26日改制為「中華民國陸軍軍官學校校友總會」，另「陸軍官校專科班校友會」也於2014年12月14日在臺中成立。
孫中山在《上李鴻章書》中所言：「為文官者，其途必由仕學院；為武官者，其途必由武學堂」。1924年他在廣州石牌手創「文校」中山大學、廣州黃埔「武校」陸軍官校，合稱「一文一武兩大學府」。而在民初歷史舉足輕重的這兩校，也在兩岸分治後，於1950年在高雄縣鳳山鎮復校陸軍官校，1980年在高雄市鼓山復校中山大學，這「一文一武兩大學府」實現他的理想。陸軍官校建校逾九十年，黃埔出身的名將多參與東征、北伐、抗日與國共內戰後的復員工作。官校遷臺後，陸軍官校的畢業生因戰事少而少有參戰，因此多擔任建軍備戰的工作，以維繫臺海安全，儘管陸軍官校的專科班僅開辦27期，卻也產生廿多名將領，並由專科班第1期主專科班以專科5期為典。

## 學校象徵

### 校徽
「盾牌」象徵自信、勇敢及保衛國家安全。「親愛精誠」為陸官校訓。「青天白日國徽」象徵中華民國。「指揮刀」代表指揮官的權與責。「瑞穗」代表中華民國陸軍對北伐、抗戰、動員戡亂等戰事中所建立之豐功偉績，並有著寓兵於農之意。每禾七短，合為雙七，又名七七，象徵七七事變，以紀念抗戰建國，以及發揮抗戰建國的精神。校徽上之「親愛精誠」四字原創為由右至左書寫，在2007年配合由左至右橫式公文書而改向；但在2011年由國防部長高華柱下令要尊重原創精神與特色，再回復為由右至左書寫迄今未變。

### 校旗
民國13年建校之初的校務會議中，指派總教官何應欽設計校旗，以紅底、中綴青天白日國徽、外圍加上金黃色絲穗為校旗。校旗上方有一榮譽旗（標），為民國46年為表彰功績並紀念改制（四年制），以提高學校榮譽，由蔣中正親頒。
- 陸軍軍官學校校徽
- 陸軍軍官學校校旗（不含上方榮譽旗）

### 校訓

#### 親愛精誠
陸軍官校校訓「親愛精誠」，由首任校長蔣中正擬定及撰寫，並由孫中山在1924年6月16日第一期學生開學典禮時核定宣佈。孫中山核定「親愛精誠」為陸軍官校校訓，是希望由陸軍官校培訓中國革命軍事人才，共同團结為革命的寫照。蔣中正於1925年元旦對官校學生訓話中闡釋：「親愛」是要所有的革命同志能「相親相愛」，官校的宗旨「精」是「精益求精」，「誠」是「誠心誠意」；其目的乃在造就頂天立地、繼往開來、堂堂正正革命軍人，發揚黃埔精神。

#### 黃埔精神
黃埔精神為「犧牲、團結、負責」的精神。要砥勵「不怕苦、不怕難、不怕死」的三不怕精神，「不要錢，不要命，愛國家，爱百姓」的信念，要「為總理、為主義、為革命」而負責、團結與犧牲的精神。蔣中正在1959年（民國48年）6月16日於鳳山主持陸軍軍官學校35週年校慶，親自做了對「黃埔精神」的闡示。「犧牲精神」的根源，就是「樂死的性質」，不要身家性命，一心一意為國家來奮鬥。「團結精神」的根源，就是「親愛精誠」的校訓，凡屬革命軍人，不但事業是整個的，榮辱是整個的，而其生命、歷史都是整個的，所以同學之間不僅是要義共患難，而且是志同生死。而「負責精神」，就是今日的黨歌和國歌，那就是黃埔同學對於實現主義，對於保衛民國，對於領導人民的責任。革命軍人的責任，就是「以建民國，為民前鋒」、「夙夜匪懈，主義是從」的責任，是為總理、為主義、為革命，而負責、團結與犧牲。黃埔還有一套嚴格的榮譽規約。由於黃埔精神的建立，「黃埔系」在東征、北伐和八年抗戰扮演舉足輕重角色，對中國近代歷史產生了較大影響。

### 校歌

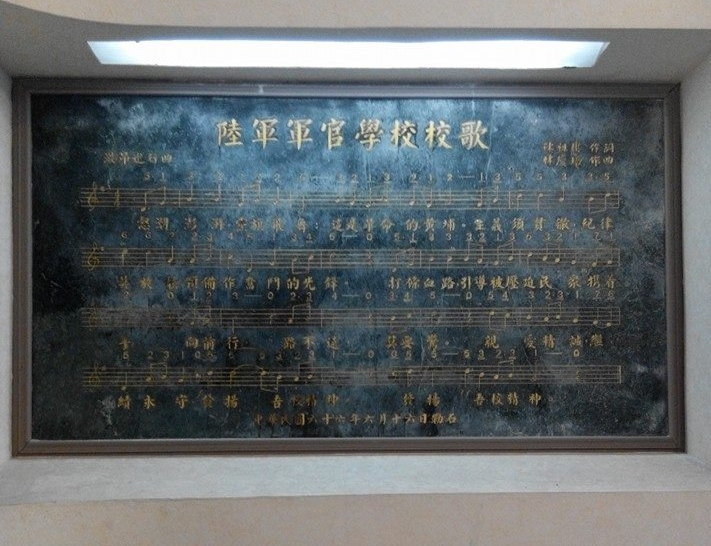
陸軍軍官學校校歌石碑

1924年陸官雖有撰定校歌，但僅傳唱黃埔1期至黃埔4期：「莘莘学子，亲爱精诚，三民主义，是我革命先声。革命英雄，国民先锋，再接再厉，继续先烈成功。同学同道，乐遵教导，始终生死，毋忘今日本校。以血妝花，以校做家，卧薪尝胆，努力建设中华。」此歌由戴季陶所作，但因詞曲韻律不太流暢，而未得推廣。軍校的學生除了經常唱校歌與《國民革命歌》，另外還請蘇聯通信顧問科丘別耶夫教唱《國際歌》。
1926年陸官認為有必要制定新校歌，熊雄對少校政治教官陳祖康說：「到現在五期已經開學了，學校萬事俱備，惟新校歌尚付闕如。大家都認為你具對詩歌專長，請你撰寫一篇校歌的歌詞。」於是陳祖康寫了這首歌詞，並交音樂教官林慶培譜曲，並將歌詞於1927年6月16日在黄埔軍校舊址内勒碑立石，復於1977年6月16日在台灣鳳山陸官勒石紀念，上面寫著-「怒潮澎湃，黨旗飛舞……發揚吾校精神」。
陸官校歌在2006年陳水扁政府推行去蔣化政策時期，與2016年蔡英文政府時的民進黨立委，都要求陸官將唱了幾十年的校歌改歌詞，把「黨旗飛舞」改成「國旗飛舞」。國防部表示，陸官校歌與軍歌性質不同，校歌非一般軍歌，校歌的作者已經不在了，因為歌詞是有版權的，要尊重原著者與維護歷史傳承，不能更動。而陸軍官校於2017年6月29日和2019年4月18日召開的二次校務會議，討論大學部提案「校歌修改議題」，經表決均以全數不同意票修改、同意修改零票，決議維持原校歌歌詞。而面對改詞的提議，填詞人陳祖康的家屬很不認同，認為用「黨旗」二字是有歷史背景，沒必要改變；特別的是，代表家屬發言的是陳祖康的孫子陳如山，他正是入圍3次金曲獎的四分衛樂團主唱。除陳祖康家屬反對，也因各界反彈聲浪，而未修改。前民進黨金門縣黨部主任委員陳滄江表示，民進黨應該努力做好兩岸關係和拚經濟才對，卻不停搞這些枝枝節節的小事。

### 校慶活動
每年的6月16日定為「校慶日」。1924年6月16日，中國首個現代軍事學校，陸軍官校在孫中山親自主持下正式開學。他之所以擇定陳炯明叛變事件兩周年這天舉行黄埔軍校開學典禮，旨在表明要記住沉痛的歷史教训，堅決為遞造一支武力與民眾相结合的革命武裝而奮鬥。陸官在大陸時期，因戰事多未能大型舉辦校慶活動，遷臺後的首次校慶舉辦於1954年6月16日，同時也是陸官成立30周年的校慶，由時任中華民國總統蔣中正親臨主持，與時任中華民國副總統陳誠一起在校慶中閱兵、校閱骑兵隊，另外美軍顧問團團長蔡斯少將也上臺致詞。此後每逢十周年，臺灣高雄鳳山陸官都會擴大辦理校慶活動。
- 1954年6月16日，總統蔣中正主持陸軍官校成立30周年校慶閱兵。[48]
- 1964年6月16日，建校40週年，蔣介石親臨致訓，昭示軍校師生黃埔一貫精神，乃犧牲精神、團結精神、負責精神[6]:107。
- 1969年6月16日，總統蔣中正主持陸軍官校成立45周年校慶[88]。
- 1974年6月16日，行政院院長蔣經國主持陸軍官校成立50周年校慶，由陸軍總司令于豪章上將、陸軍官校校長秦祖熙中將陪同與會。[89]
- 1984年6月16日，參謀總長郝柏村上將主持陸軍官校建校60周年，陸軍總司令蔣仲苓上將、海軍總司令劉和謙上將、空軍總司令郭汝霖上將均與會，黃埔老師何應欽上將上臺發表談話，黃埔老師顧祝同上將主持黃埔畫展揭幕。[90]
- 1988年6月16日，總統李登輝主持陸軍官校64周年校慶[91]。
- 1994年6月16日，總統李登輝主持陸軍官校成立70周年校慶，國防部部長孫震陪同，總統檢閱儀隊外並致詞[92]。
- 2000年6月16日，總統陳水扁主持陸軍官校76周年校慶，主持三軍校閱儀式[93]。
- 2004年6月13日，臺北市大安區大安森林公園齊聚來自各地萬名黄埔軍校校友，舉行黃埔軍校建校80周年活動[94]。
- 2004年6月14日，國防部部長李傑與前行政院院長郝柏村參觀“黃埔軍校80周年史蹟展”[95]。
- 2004年6月16日，總統陳水扁主持陸軍官校成立80周年校慶，總統主持閱兵並致詞[96]。
- 2008年6月16日，總統馬英九主持陸軍官校成立84周年校慶，總統主持閱兵並致詞[97]。
- 2014年6月16日，總統馬英九主持陸軍官校成立90周年校慶，總統主持閱兵並致詞[98]。
- 2016年6月16日，總統蔡英文主持陸軍官校成立92周年校慶，總統主持閱兵並致詞[99][100]。
- 2024年6月2日，陸軍軍官學校校友總會在凱達格蘭大道舉辦全民國防嘉年華活動，台北市長蔣萬安、新北市長侯友宜均出席慶祝。[101]
- 2024年6月15日，陸軍軍官學校中正堂舉行「慶祝黃埔建軍100週年音樂會暨煙火施放」活動，呈現建校百年的歷史意象。[102]
- 2024年6月16日，總統賴清德主持陸軍官校成立100周年校慶，致詞時強調陸官在鳳山開枝散葉，國軍效忠國家、效忠人民、效忠民主。[103][104]

### 紀念郵票
兩岸官方在發行黃埔陸軍官校的紀念郵票並不多見，在臺灣有1974年6月16日，中華民國交通部發行陸軍官校建校50周年郵票2枚，票面為黄埔陸官大門與鳳山陸官大門全景。以及2024年6月14日，中華郵政發行陸軍官校建校100周年郵票小全張1枚。大陸在1994年6月16日，中華人民共和國郵電部纪念黄埔軍校建校70周年，發行了纪念郵票1枚，面值20分，票面為黄埔軍校大門全景。此外，臺灣的陸官校友會、大陸黃埔軍校同學會與廣東革命歷史博物館，也會在紀念黃埔軍校建校周年紀念，各自發行有關黃埔軍校人物歷史事件的郵票。

## 歷任校長
創校校長蔣中正軍職歷任特級上將（五星上將），盟軍中國戰區最高統帥與軍事委員長，在早期國軍中，「校長」一詞屬蒋介石專有，1947年10月蔣中正首次卸任改任名譽校長，由陸官第1期畢業之將領關麟徵擔任校長。1950年8月在臺復校後首屆校長由羅友倫中將接任。2006年8月首任少將編階校長為陳良沛。
| 任屆 | 任期                   | 姓名與職位 | 學歷                       |
| ---- | ---------------------- | ---------- | -------------------------- |
| 01   | 1924年5月－1947年10月  | 蔣中正上將 | 日本東京振武學校砲兵科11期 |
| 02   | 1947年10月－1949年9月  | 關麟徵中將 | 陸官1期                    |
| 03   | 1949年9月－1949年12月  | 張耀明中將 | 陸官1期                    |
| 04   | 1950年8月－1954年8月   | 羅友倫中將 | 陸官7期                    |
| 05   | 1954年9月－1957年3月   | 謝肇齊中將 | 陸官6期                    |
| 06   | 1957年4月－1960年12月  | 徐汝誠中將 | 陸官6期                    |
| 07   | 1961年1月－1965年3月   | 艾靉中將   | 陸官4期                    |
| 08   | 1965年3月－1970年3月   | 張立夫中將 | 陸官8期                    |
| 09   | 1970年4月－1973年2月   | 林初耀中將 | 陸官10期                   |
| 10   | 1973年2月－1976年3月   | 秦祖熙中將 | 陸官11期                   |
| 11   | 1976年4月－1977年12月  | 言百謙中將 | 陸官16期                   |
| 12   | 1977年12月－1979年12月 | 許歷農中將 | 陸官16期                   |
| 13   | 1979年12月－1981年6月  | 朱致遠中將 | 陸官16期                   |
| 14   | 1981年7月－1983年6月   | 盧光義中將 | 陸官22期                   |
| 15   | 1983年7月－1985年6月   | 黃幸強中將 | 陸官22期                   |
| 16   | 1985年7月－1986年12月  | 黃耀羽中將 | 陸官24期                   |
| 17   | 1986年12月－1989年6月  | 湯元普中將 | 陸官29期                   |
| 18   | 1989年7月－1991年6月   | 胡家麒中將 | 陸官30期                   |
| 19   | 1991年7月－1993年9月   | 楊德智中將 | 陸官33期                   |
| 20   | 1993年9月－1996年7月   | 馬登鶴中將 | 陸官29期                   |
| 21   | 1996年7月－1997年7月   | 童兆陽中將 | 陸官34期                   |
| 22   | 1997年7月－1998年1月   | 丁渝洲中將 | 陸官35期                   |
| 23   | 1998年1月－2002年2月   | 張岳衡中將 | 陸官34期                   |
| 24   | 2002年3月－2005年6月   | 楊國強中將 | 陸官41期                   |
| 25   | 2005年7月－2006年6月   | 王根林中將 | 陸官40期                   |
| 代理 | 2006年7月              | 賈輔義中將 | 陸官39期                   |
| 26   | 2006年8月－2010年7月   | 陳良沛少將 | 陸官48期（降編為少將階）   |
| 27   | 2010年7月－2012年7月   | 全子瑞少將 | 陸官正51期                 |
| 28   | 2012年7月－2015年2月   | 劉得金少將 | 陸官正53期（首位本省人）   |
| 29   | 2015年2月－2017年9月   | 張捷少將   | 陸官正55期                 |
| 30   | 2017年9月－2018年12月  | 陳忠文少將 | 陸官正56期                 |
| 31   | 2018年12月－2021年12月 | 陳建義少將 | 陸官正59期                 |
| 32   | 2021年12月－2023年7月  | 侯嘉倫少將 | 陸官正62期                 |
| 33   | 2023年8月－2025年4月   | 余劍鋒少將 | 陸官正59期                 |
| 34   | 2025年5月－            | 譚芳榮少將 | 陸官正63期                 |

## 創期史

### 陸官第1期

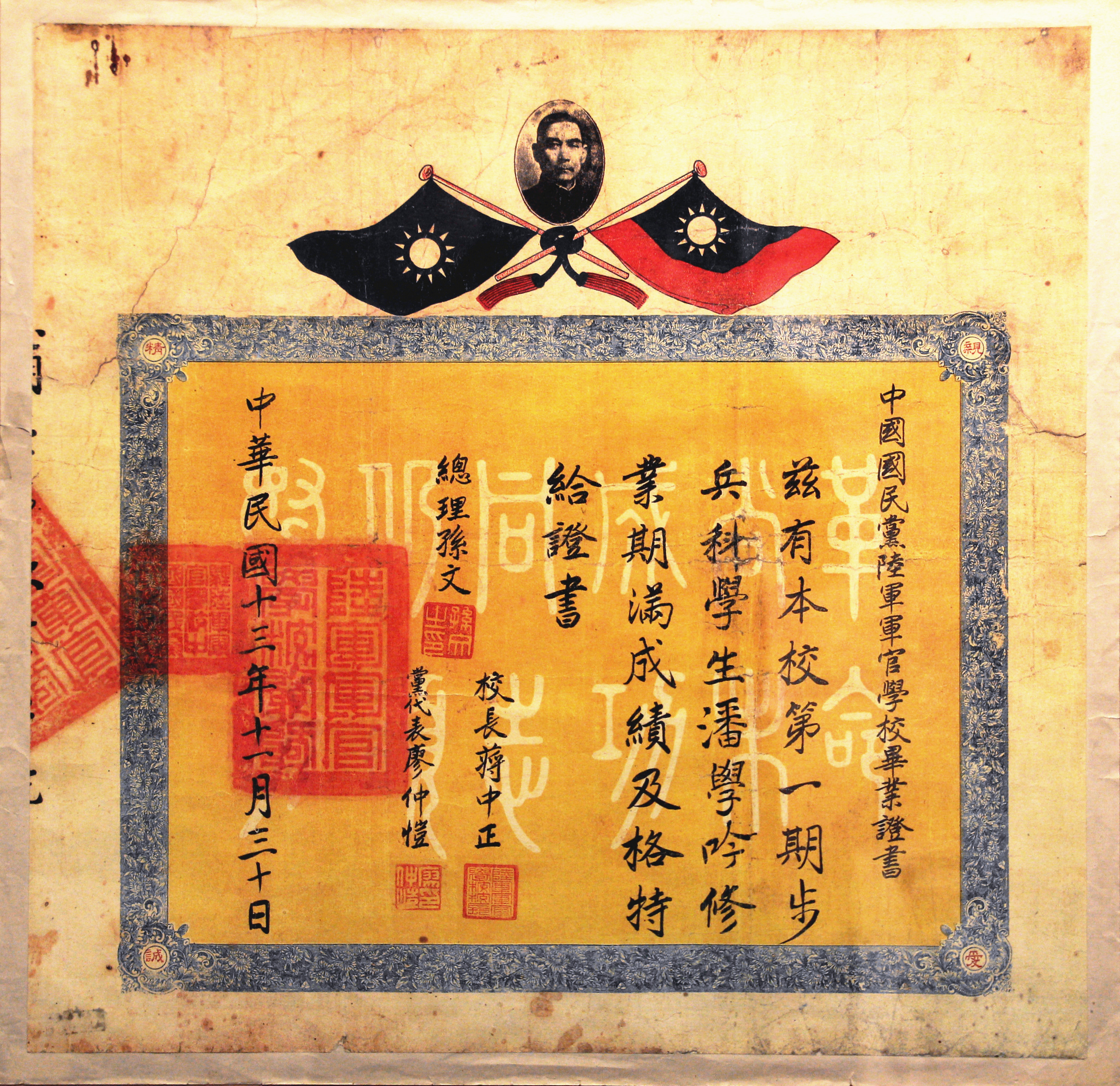
陸官第一期（黃埔一期）步兵科潘学吟畢業証書

陸官第1期別稱黃埔1期。民國13年（1924年）2月10日分配各省區招考學生名額，擬訂招324名，另備取50名，惟當時各省多在軍阀掌握之下，不易公開招生，故委託第一次全國代表大會代表回籍後代為招生。3月1日，孫中山任命蔣中正為入學試驗委员會委员長，王柏龄、鄧演達、彭素民、嚴重、錢大鈞、胡樹森、張家瑞、宋榮昌與簡作禎等人為試驗委員。3月27日起三天假廣東高等師範學校為試驗場，舉行入學考，共計考生一千二百餘人，4月28日放榜，正取350人，備取120人，加上保舉共499人，组成學生總隊，编成4個隊，每隊分3個區隊，於5月5日入學，6月16日開學。時任校長蔣中正，教練部主任李濟深，總隊長鄧演達，第一隊隊長呂夢熊，第二隊隊長茅延禎，第三隊隊長金佛莊，第四隊隊長李偉章。同年11月30日畢業考試及格465人，民國14年（1925年）5月19日頒畢業證書，6月25日補行畢業儀式。另有一說，由湘軍講武學堂併入的158人，四川第6隊學生的22人也併計入第1期畢業，共645人均為步科。黃埔1期最年輕者為時年未滿17歲的劉詠堯（1907-1998年），他將自己的年齡報大二歲方得入伍，藝人劉若英之祖父。年紀最長者為胡宗南（1896-1962年）於28歲時就學陸官，前國安會秘書長胡為真之父。，而最後在世者為孫元良（1904-2007年）享壽103歲，藝人秦漢之父。
畢業證書有二式：「畢業證書」在1924年11月30日發修業期滿成績及格學生。「卒業證書」在1925年3月1日發脩學期滿考試及格學生。

### 陸官專科班第1期

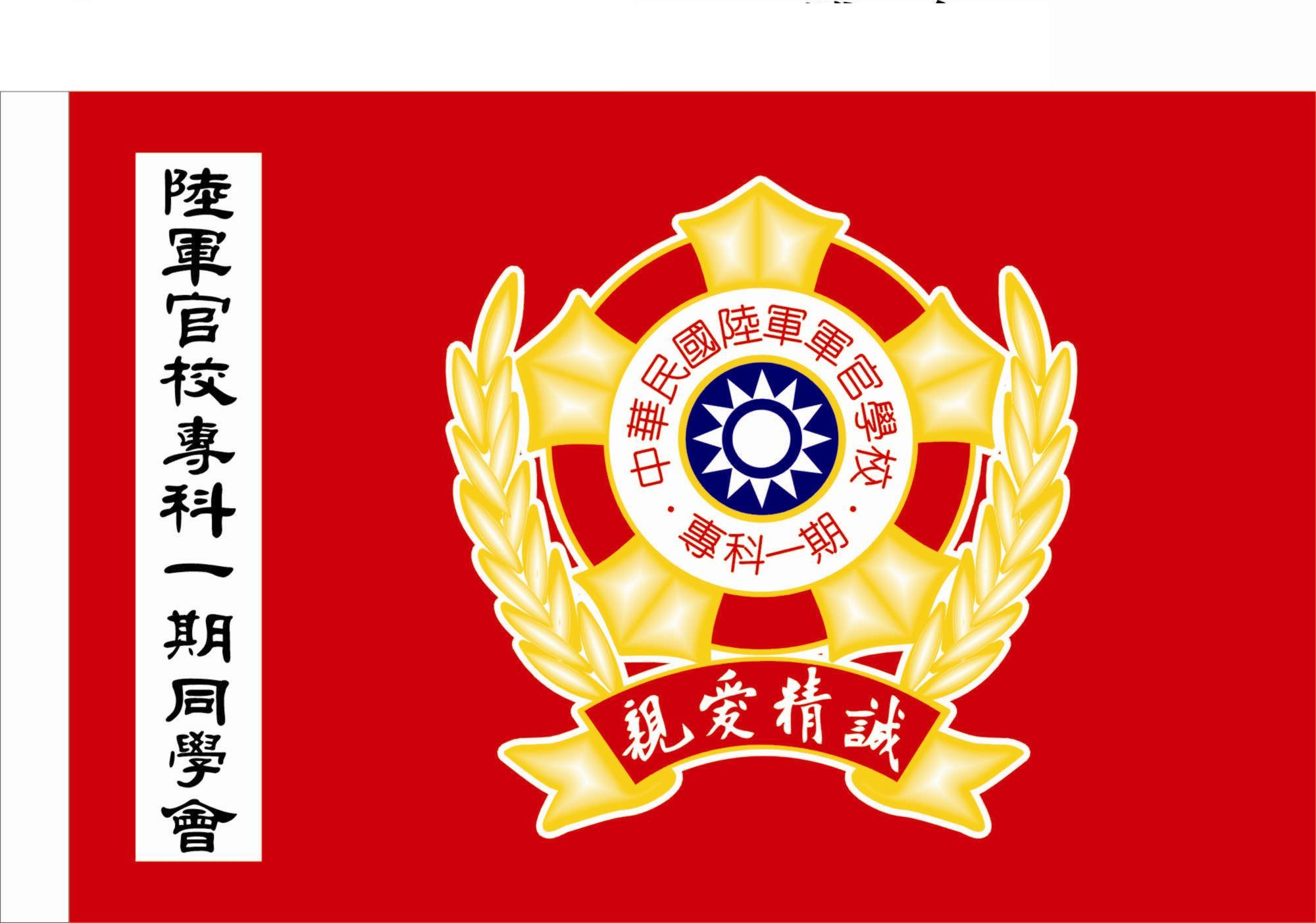
陸官專科班第1期同學會會旗

陸官專科班第1期簡稱陸官專1期。甄試合格有一千二百餘人，於1978年4月28日（外島區4月27日）入營陸官東、南營區，同專科五校（陸官、政戰、中正理工、國防醫學院、憲兵）共二千餘人於5月1日開學入伍訓三個月，7月28日結訓，1980年1月28日接受3個月專精教育，4月28日接受半年分科教育 ，1980年10月27日畢業任官少尉授二專文憑，畢業前三名為張堂貴、顏天錤與黃金庭，總畢業人數1,058人。在學學制為二年半，學年教育以機械、土木科八百餘人編一個營5個連，企管科280人（一般組200人、財經組80人）由財經學校學年教育編2個連，許歷農與朱致遠中將為前後任校長，劉大君與劉寧善上校為前後任指揮官。畢業時機械、土木科797人與企管科一般組193人分發步、砲、裝、海陸等兵科共990人，服役六年於1986年10月26日退伍，企管科財經組選財經兵科68人服役十年，總服役人數1,058人。將領有王信龍上將、陳健財中將、白永成少將三人，而王信龍於2016年12月1日晉升中華民國陸軍二級上將，歷任國防部軍備副部長、陸軍司令、國防大學校長，更是陸軍官校史上專科班出身的最高階將領，也是中華民國陸軍史上第一位專科班出身的上將。
為發揚黃埔精神與校訓，凝聚革命情感，專科1期校友於民國101年（2012年）4月28日，在臺中市潮港城國際美食館成立「聯誼會」，首屆會長由羅財維擔任，並通過組織章程、會旗制訂與期徽釋意：「青天白日國徽」象徵效忠國家，保國護疆衛民之意；「親愛精誠」為陸官校訓；「陸軍官校專科1期」為校名與期別；「五處盾形光芒」喻五種兵科為部隊後盾，光耀1期；「嘉禾」象徵國軍以農建軍，寓兵於民，祥瑞及豐收戰果之意，二禾各七組穗粒喻示不管在校七連隊同學或畢業後為七連隊校友，均如嘉禾成長茁壯；並由專科一期於103年（2014年）12月14日主籌成立專科班校友會。
專科1期於2018年4月28日陸官入學40週年紀念日，上午在雲林縣二崙慢速壘球場舉辦連隊慢速壘球賽，下午於劍湖山世界王子大飯店召開成立「同學會」，由陳世義主持，並辦理聯誼餐會，出席百餘人，選出第一屆理監事，復於2018年5月17日在臺中市潮港城國際美食館召開理監事會議，選出周志祥為首屆同學會理事長。
各連人數：機械、土木科：專1連、156人。專2連、176人。專3連、155人。專4連、152人。專5連、158人。企管科：企5、6連：一般組、193人。財經組、68人。總計1,058人。
畢業證書有二式：「軍職畢業證書」在1980年10月27日發畢業學生。「專科畢業證書」在1980年10月29日發畢業學生。

## 校區

### 廣州黄埔舊址

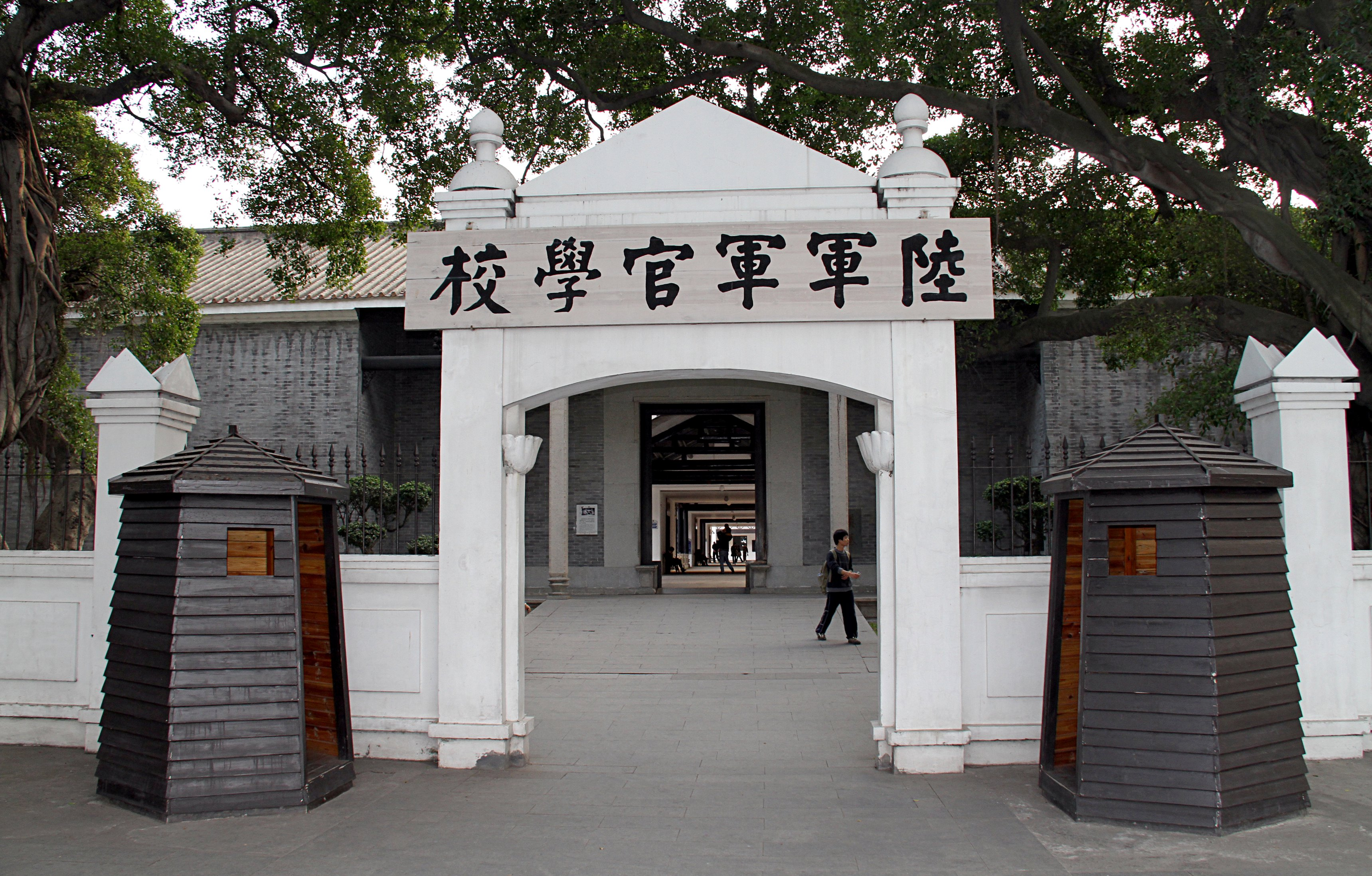
黄埔军校大门
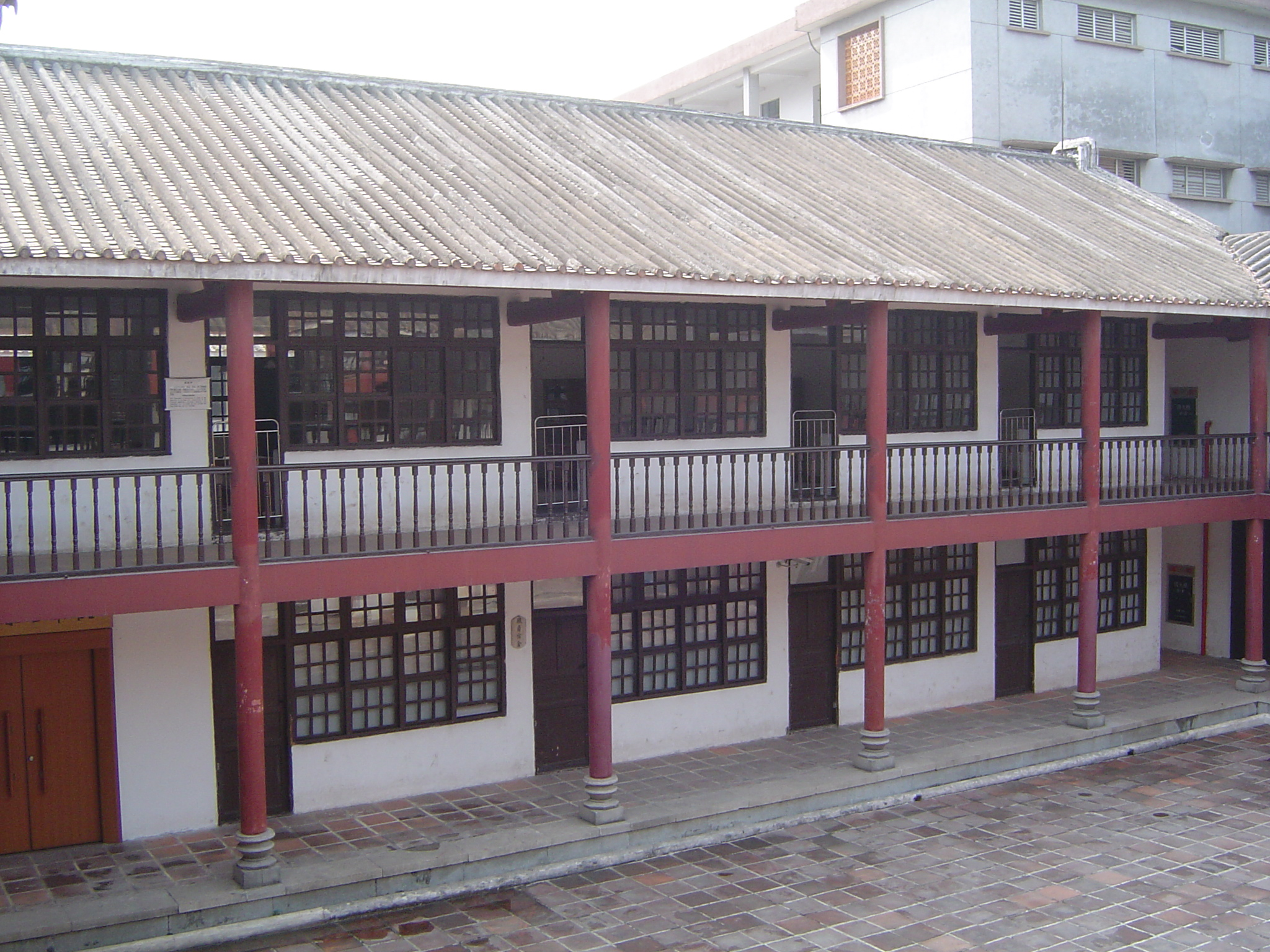
校舍
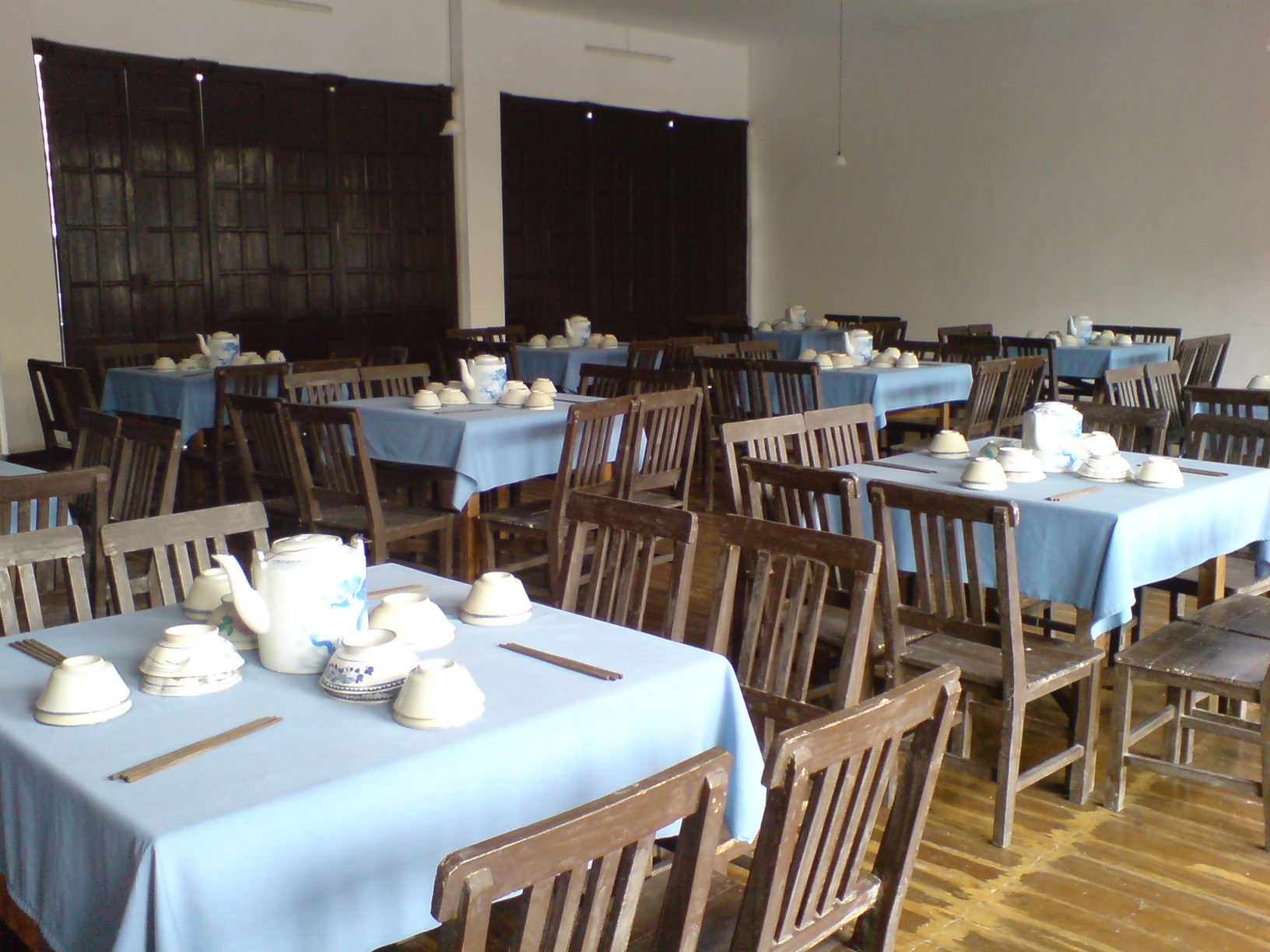
餐廳
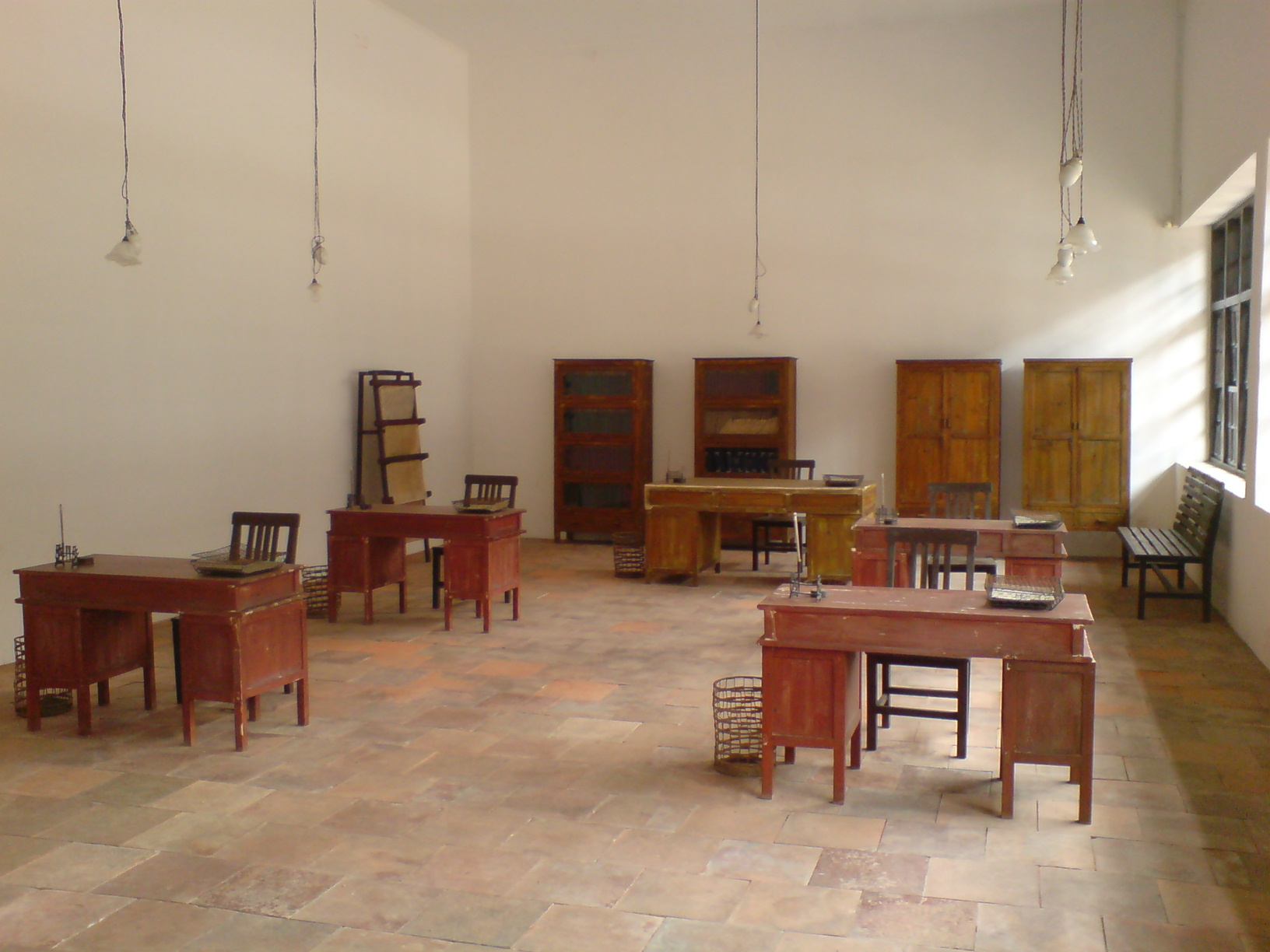
行政辦公室
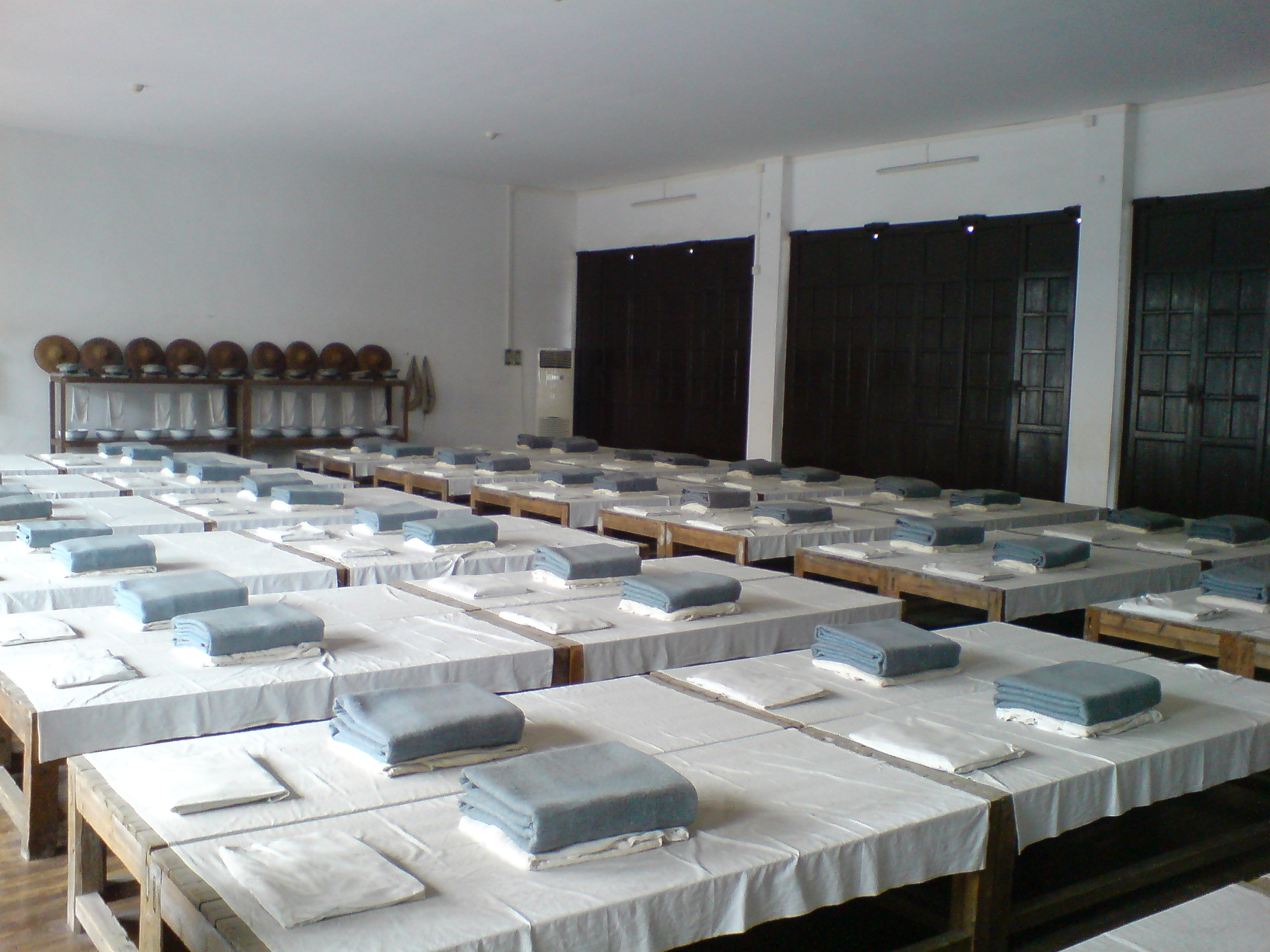
宿舍
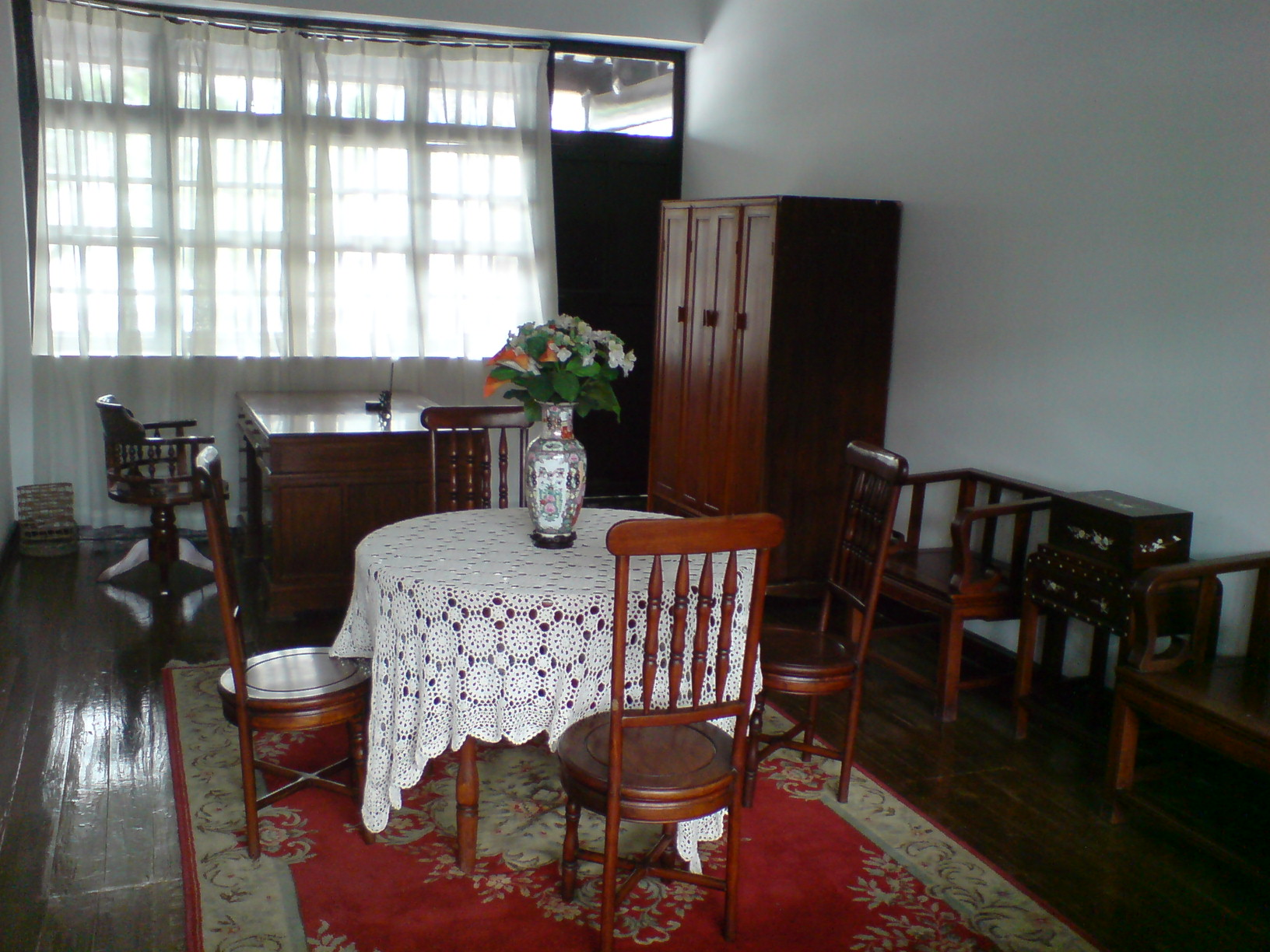
總理室
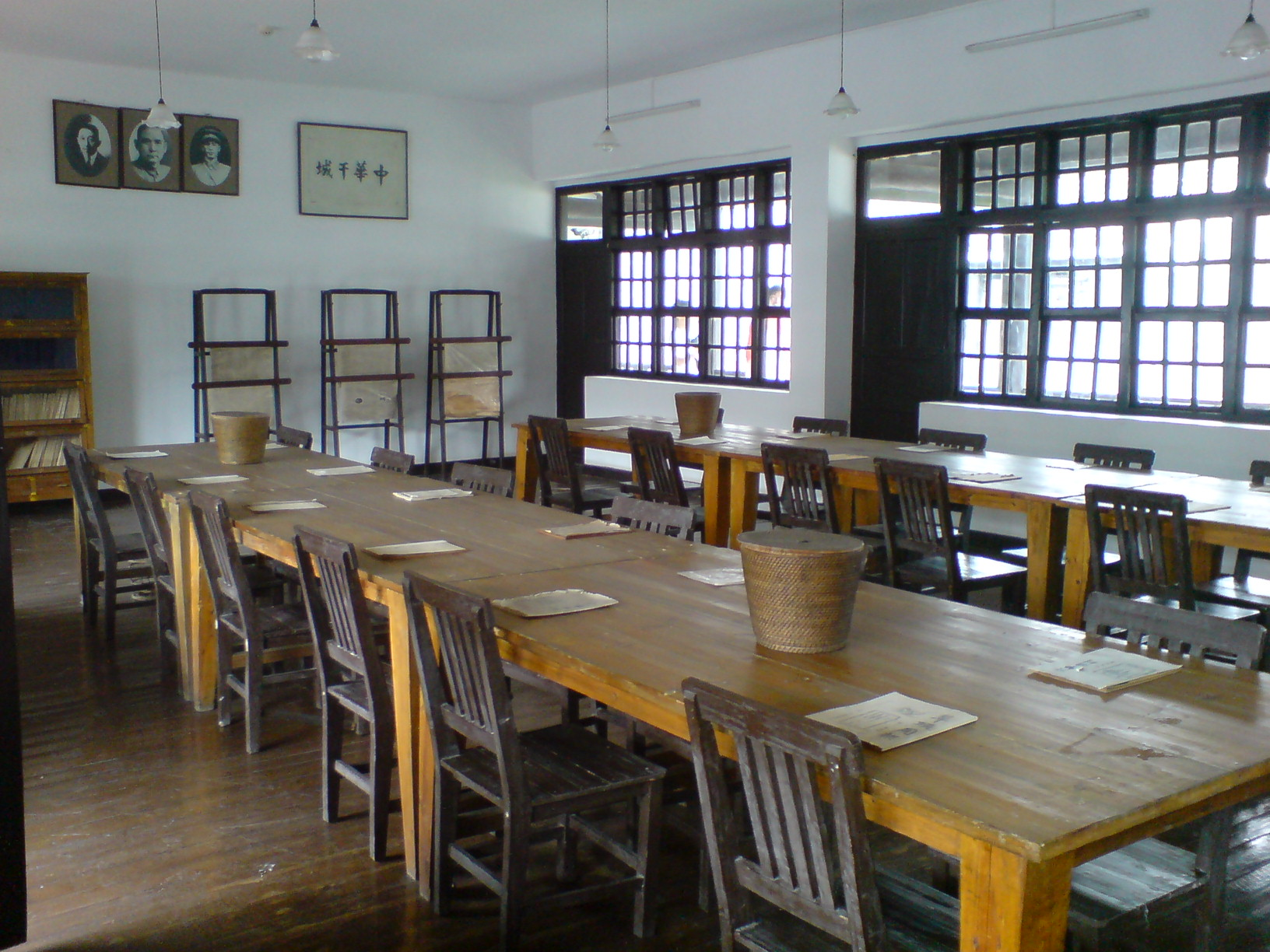
讀書室
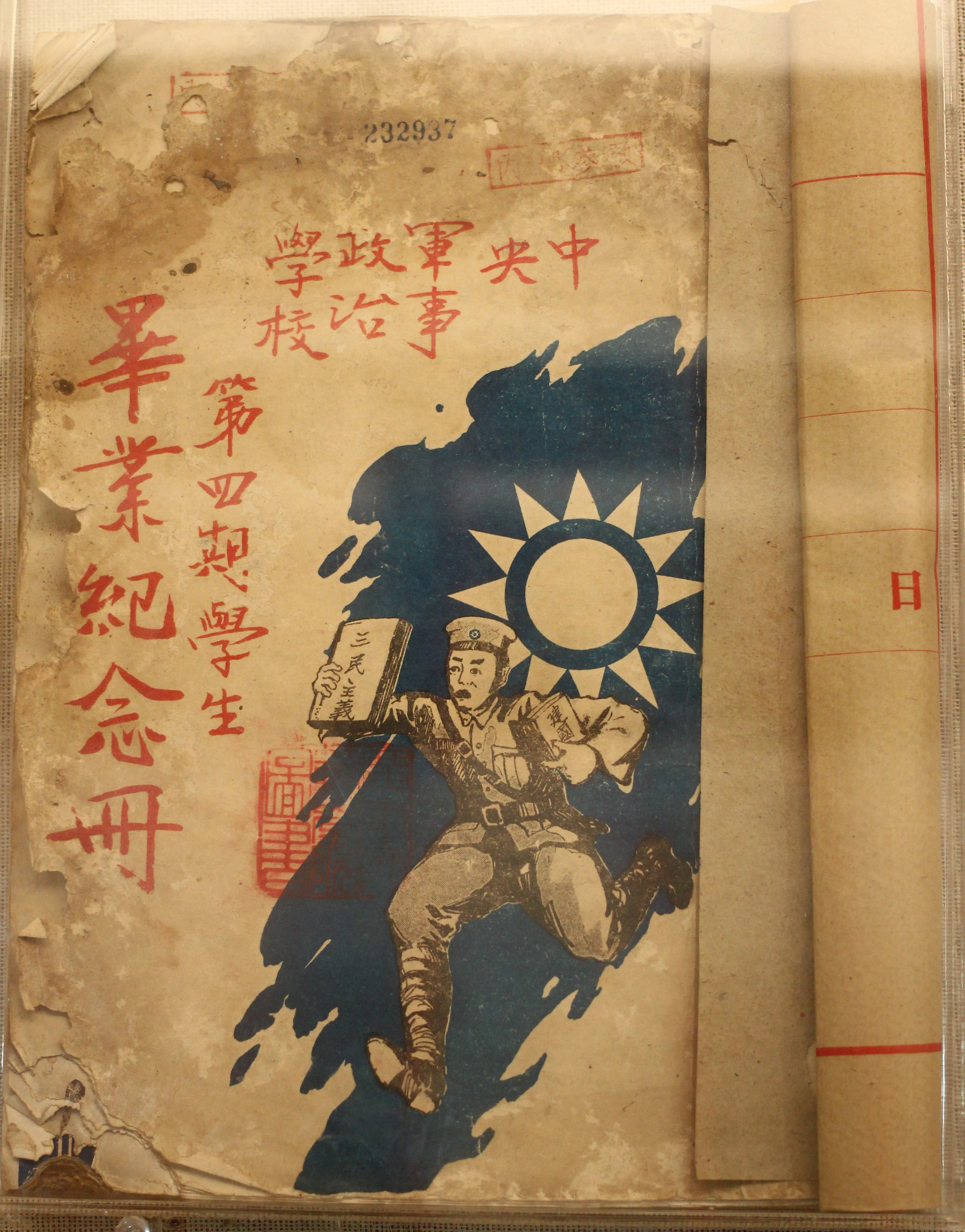
第四期學生畢業紀念冊

黄埔军校大门中央上方横匾上有谭延闿所书“陆军军官学校”几个大字。在二门门口掛着“杀尽敌人方罢手，完成革命始回头”对联，二门右侧墙壁上掛有蔣介石手书的校训“亲爱精诚”。黄埔军校校本部是一座日字形的二层砖木结构、三路四进、回廊相通的楼房。军校创办时在原陆军小学堂祠堂式大门前面增建欧陆式大门。中山故居即“史迹陈列室”，建筑面积805平方米，1952年重修，原为清朝海關總稅務司。位于中山故居西的学生俱乐部是欧式红色建筑，礼堂讲台中央和两侧分别悬挂孙中山像、总理遗训、中国国民党党旗、中华民国国旗和林则徐焚鸦片、义和团。
东征阵亡烈士墓座落在军校西南的平岗，面积5万多平方米，是1925年中華民國軍政府纪念讨伐陈炯明等叛军而阵亡将士修建，於1926年6月落成，葬有516位烈士遗体。墓园前有1928年修建的东征阵亡烈士纪念坊，是一座凯旋门式建筑，上覆民族特色的琉璃瓦，大字由蔣中正書。1936年在墓园正门增建东征阵亡烈士纪功坊和码头，有小黄花岗之称。纪念坊后由墓道、墓冢、纪功坊、入伍生墓碑群构成长数百米的中轴线，墓冢东侧有蔡光举烈士墓，西侧有17位出身军校的将校墓，墓园於文化大革命時被破壞，在1984年修缮復原。
北伐纪念碑矗立在长洲岛平岗，是纪念北伐阵亡的军校生建立高10米的花岗石碑。由军校代校务何遂撰写碑文“平冈之石齿齿兮，黄埔之水淙淙；屹丰碑以万世兮，将以垂纪于无穷”。碑的正面刻“国民革命军军官学校学生出身北伐阵亡纪念碑”，碑座的东、西、北三面刻有北伐阵亡的独立团第一营营长曹渊等353位黄埔军校学生的名字。但由于第一次国共合作的失败，大部分共产党员阵亡者的名字未能刻记。
军校后山的八卦山顶建有高40米孙总理纪念碑，於1928年奠基，1930年9月26日落成，碑顶塑有孙总理铜像，高达2.6米，重逾2,000斤，是中山先生日本好友梅屋庄吉出资，牧田祥哉敬作，篠原金作工场铸造。碑的正面为“孙中山纪念碑”六个隶书大字，背面为总理像，东面为总理遗训，西面为总理开学训词。从山底到山顶的阶梯所在的山壁用石材装饰，表面镶有校训“亲爱精诚”四个大字。
1937年，黄埔陆军军官学校校友会利用广州黄埔军校旧址，創辦「黄埔中正学校」，学校沿用黄埔军校“亲爱精诚”校训，但創作新校歌。后學校歷次遷徙易名為「广东省立黄埔中正中学」、「广东省立黄埔中学」、「广州市第六中学」。

### 台灣鳳山現址
陸軍官校腹地約173公頃，大門對面有「親愛精誠」大型牌樓，大門上方橫書「陸軍軍官學校」六個大字，是蔣中正所書。入門兩旁分豎「愛的教育」、「鐵的紀律」標語。司令台掛著蔣中正手書的「親愛精誠」校訓。學校設有校史館，外牆掛有「國家」、「責任」和「榮譽」三個標語（原本第一及第二個標語「主義」和「領袖」已基於「軍隊國家化」之《憲法》規範和理念而撤除）。校區分「北營區」、「南營區」（白宮）及「東營區」；「北營區」有志清、敬之、百韜、清泉、靈甫樓等房舍，而「東營區」現改建為多功能的學生活動中心。中正堂為新式巴洛克風格禮堂，原禮堂蔣中正騎馬銅像移至志清樓。還有人工湖泊「黃埔湖」，沿著湖畔有黃埔公園、覺民樓、岳飛銅像、科學工程館、金門之虎戰車、黃埔賓館及游泳池；野外訓練有先鋒路、612與714高地。

## 學制及生活

### 大陸時期
陸官的軍校教育，雖規定學制為3年，但因初期時的用人迫切，實際上為半年到兩年半不等。第1期學生都為步兵科之訓練，第2期學生才開始分有步兵、砲兵、工兵、輜重兵和憲兵等5科。第3期學生起實行入伍生制度，新生經過3個月的入伍教育，考試及格者升為正式學生，第4期學生以後再增設政治、騎兵、交通和無線電等科，後期又增設英、德、法、日等外語教授班。軍事教育課目區分學、術科，著重在軍事教育訓練，而政治教育，主要是對學生進行愛國主義和革命英雄主義教育。

#### 學科教育
學科方面教以步兵操典、射擊教範與野外勤務令等基本軍事學識，繼教以戰術、兵器、交通與築城等四大教程。而軍制學、交通學、軍隊内務規則、陸軍禮節、軍語與軍隊符號等，亦擇要講述。至于戰術作業與實地測圖，亦按步實施。

#### 術科訓練
術科訓練內容為制式教練、戰鬥教練、實彈射擊與野外演習等。以單兵徒手教練，習各種步法暨轉法，俟操作嫻熟，施以班教練及排連營教練，如方向與各種隊形之變換。徒手操作熟練後，繼施以持槍教練，乃至單兵以至班排連營，凡托槍、下槍、舉槍、裝退子彈、上下刺刀、各種射擊與各種行進，密集、疏開、散開等隊形，以及各種戰鬥教練。除制式教練外，野外演習尤為重要。凡單兵戰鬥動作，以及行軍宿營、戰鬥方式、連絡勤務與構工作業等均按照教育步骤依次實施。此外，夜間演習、實彈射擊與閱兵分列各項檢查，亦確時教練。在術科方面，對於戰鬥教練與實彈射擊二項更為要求，期能於短時間内收最大之效果。

#### 學員生活
陸軍官校在建校初期，學員的生活是艱苦的，學生的服裝只是一套灰布的衣服，沒有襪子，赤足穿草鞋，住在臨時用蘆席搭成的棚裡，睡的是用竹子做成的床，求學期間，島四面都是敵人，既要上課，又要打仗。在大陸時期，軍校規定每天早上聽到軍號聲起床、穿衣、打綁腿的時間只有3分鐘，吃早飯只有10分鐘。天氣炎熱，吃稀飯都會嘴燙。一些來自北方地區的學員還要適應廣州的飲食。儘管環境險惡，但軍校的日常訓練卻是嚴格的。許多學生在黃埔學習七八個月，卻從未到過廣州市區。

### 臺灣時期

#### 學科教育
在於建立內省的智慧，而軍官養成教育貴在內化，進而塑造頂天立地、允文允武、術德兼備的幹部，培養「勇、毅、穩、健」的軍人氣質。在大學部設有應用外語系、政治系、管理科學系、物理系、化學系、機械系、電機系、運動科學系、資訊系與土木系等十個系，在專科部（1978至2004）則設有企管科、機械科、電機科與土木科等四個科。

#### 軍事訓練
在於精練體能戰技，嫻熟班戰鬥教練及相對編制兵器，以建立軍事發展潛力為考量，置重點於培養對軍事理論、兵學興趣與基本戰鬥技能素養，奠定爾後教育及後續進修之基礎。「入伍教育訓練」為民轉軍的初體驗，其教育訓期共八週，課程排定以體能訓練（陸軍操、初步運動、戰地運動、持槍運動、草坪運動、枕木運動、基本體能測驗）、手榴彈投擲、五百公尺障礙超越、刺槍術等單兵應具之體能要求和初級戰技技能課目為主，以奠定爾後軍事訓練之基礎。「寒暑期軍事訓練」在每學年寒暑假期間實施，訓期共計10週（含兵科見學暨軍種交織教育），以驗證班以下戰鬥教練、相對編制武器課程與三軍聯合作戰之概念，強化軍事基礎教育。「分科教育」於完成學年教育後實施，訓期共計半年，兵科有步兵、砲兵、裝甲兵、海陸、化學兵、工兵、財經、行政、經理、通信兵、憲兵與航空兵等類，其中以步兵、砲兵、裝甲兵、與海陸為戰鬥主要兵科，而專科1至4期企管科分一般、財經組，財經組是先至財經學校接受學年教育，再回官校接受專精教育，依成績及志願分發各兵科學校訓練。
1. 步兵校歌[141]：臨陣當先，決戰致勝，我們步兵為主兵；風雨不足畏，地形任縱橫，勇猛頑強，殲敵建功，忠誠精實，名將多出自吾校，不怕苦，不怕難，光民族，復國土，碧血丹心，為國干城，發揚吾校精神，發揚吾校精神！
2. 砲兵校歌[142]：砲聲隆隆，飛彈升空，這是國軍新砲兵。精研新學術，培育新精英，我們是勝利的先聲。支援友軍，以火力消滅敵人，重聯戰，講協同，八二三，建奇功，嚴格精實，革新作風。發揚吾校精神，發揚吾校精神！
3. 裝甲兵校歌[143]：勇猛頑強，迅速機動，發揮裝甲兵雄風，恪遵我校訓，浩氣貫長紅，實事求是，精益求精，團結一致，發揚誠愛熱精神，我們是錐之尖，我們是刀之刃，憑式飛輪，旋轉乾坤，發揚吾校精神！發揚吾校精神！
4. 海軍陸戰隊校歌[144]：萬壽山前，太平洋濱。陸戰精英，志豪氣虹，發揚黃埔精神，三民主義是從，研習聯合作戰，精練兩棲技能，誓永遠精誠，為戰鬥先鋒。振興中華，促進大同。

#### 生活管理
生活公約內容為：身為陸軍軍官學校學生，堅持不說謊、不欺騙、不偷竊的榮譽信條，也不縱容他人違反；立志成為允文允武、術德兼備的軍事領導人才；信守國家、責任、榮譽、犧牲、團結、勇氣、自信的核心價值；具備領導管理、解決問題、語文溝通及持續學習四大能力；發揮「親愛精誠」校訓；確定「我是最好的」認知；貫徹尊師重道、存誠務實的要求。
早期學生教育是鐵的紀律勝過愛的教育，強調服從，入伍訓練回話時，更只有「是、不是、沒有理由」三句話，不准辯解。而黃埔十道菜又稱「黃埔十大酷刑」，是家常便飯，它是陸官來臺後早期幹部創制，用於處罰學生之方式，強調合理的要求是「訓練」，不合理的要求叫「磨練」。不過隨著時代演變，現在陸官的教育較講求人性化之管理。

#### 黃埔壽歌
雖然入伍操練極為嚴格，但也注重學生休閒團康與慶生活動，而「黃埔壽歌」是入伍必教唱之歌，用於學校慶生聚會，並帶入部隊與官兵慶生活動之歌曲。
歌詞:壽星的臉上微微笑，快樂的誕辰在今宵，祝福你，祝福你，祝你壽比南山高。花長好，月長圓，歡樂歌聲在今宵。花長好，月長圓，歡樂歌聲在今宵。壽星的臉上微微笑，快樂的誕辰在今宵，祝福你，祝福你，祝你壽比南山高。曲改編自「葡萄仙子」電影插曲《快樂誕辰》。

## 校友

### 著名校友

#### 中國國民黨
在大陸抗戰與國共內戰時期擔任指揮官，及來臺灣後擔任陸軍總司令、參謀總長與國防部部長之高級將領有杜聿明、胡宗南、關麟徵、黃杰、陳大慶、黄维、鄭洞國、宋希濂、孫元良、李仙洲、毛人鳳、張靈甫、李默庵、陳明仁、劉安祺、高魁元、康澤、鄭介民、李延年、李彌、胡璉、唐生明、俞濟時、戴笠、郝柏村、傅桓、蔣仲苓、王昇、沈發藻、劉戡、范漢傑、余程萬、邱清泉、彭孟緝、羅列、于豪章、馬安瀾、黃幸強、陳廷寵、李禎林、湯曜明、霍守業、朱凱生、胡鎮埔、趙世璋、楊天嘯、陳鎮湘、李翔宙、許歷農、周仲南、丁渝洲、陳守山、馬安瀾、薛石民、鄭為元、羅本立、高華柱等人。
來臺後的陸軍官校專修班晉升將軍的有-謝抗建、張建恕、凃崑銘、宋國煥、苗台安、陳文照、隆治順、戴瑞彪、林金順、徐隆生、高喜沛、李進龍、劉忠桓、李建柔、林芳旋、曹明生、毛國強、杜建興、李世國，等19名將領。
而專科班僅開辦了27年（期），也產生了二十多名將領，有王信龍（現任總統府戰略顧問）、白永成、陳健財、邵定謙、黃國明、童盛雄、楊國隆、劉木聰、朱富圓、張性竹、房茂宏、古勝文、何啟鎮、沈能策、楊基榮、劉豐荃、丁大成、許靜芝、賴榮傑、林帝志、傅政榮、黃世賢、張台松、俞文鎮、莊有凱、林正廷等人。

#### 中國共產黨
陸官在實施清黨反共與寧漢分裂前，方有師生以共產黨員身份加入黃埔，其擔任抗戰與國共內戰時知名指揮官有左权、陈赓、徐向前、林彪、蔣先云、刘志丹、罗瑞卿、周士第、許光達、陳伯鈞、宋时轮、楊至成、宣侠父、郭天民、陳奇涵、陶铸、郭汝瑰等人。

#### 其他
- 立法委員：張光錦[189]、王幸男[190][191]、帥化民[192]、蘇進強（臺灣團結聯盟前黨主席）[193]。
- 臺灣白色恐怖時期政治受難者[194]：江炳興[195]
- 韓國瑜：曾任高雄市市長，並參選中華民國總統，專修學生班第40期畢業，現任立法院院長。

### 校友會

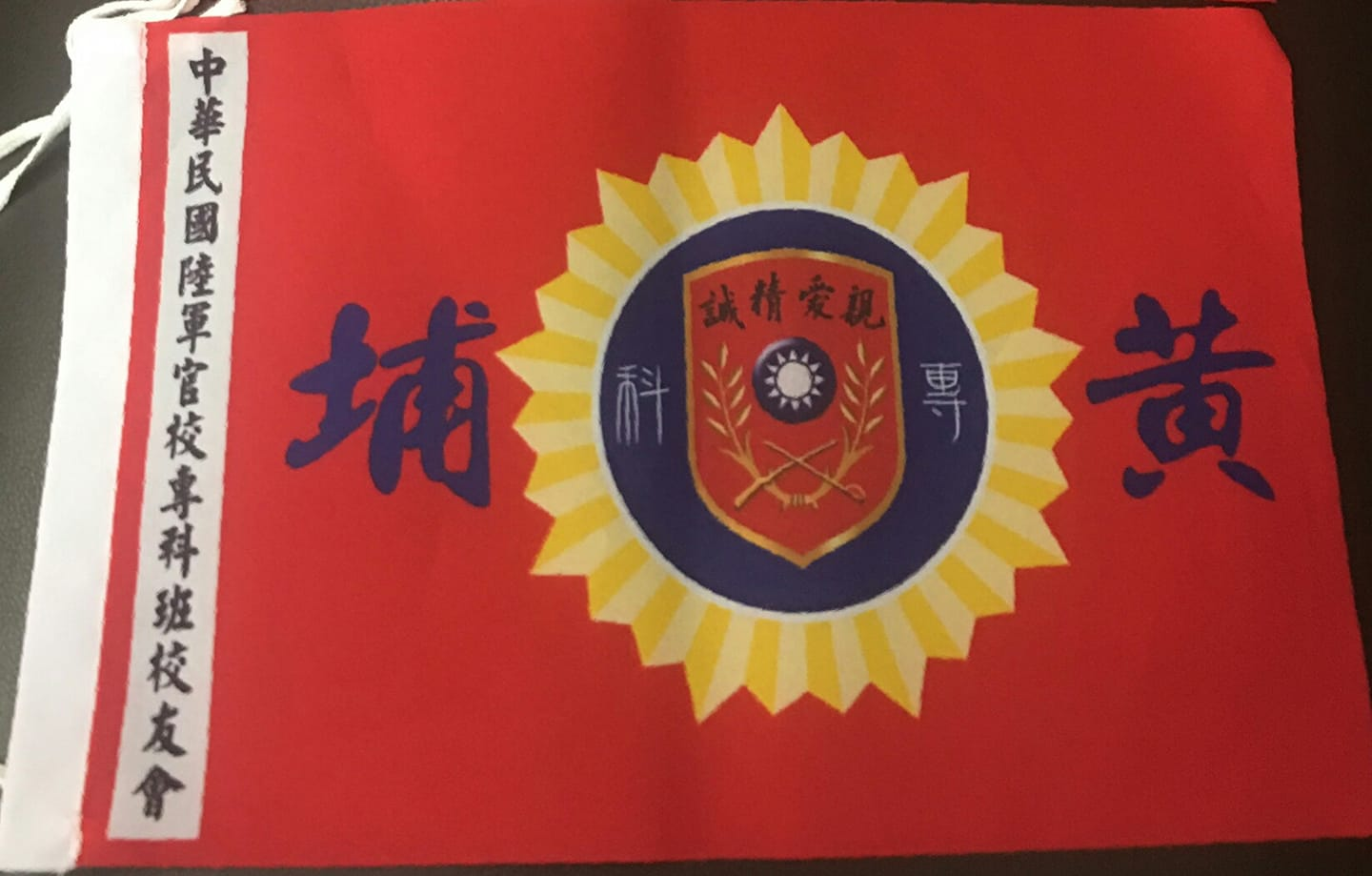
陸軍官校專科班校友會會旗

#### 黃埔陸軍軍官學校同學會
1926年，在中山艦事件發生後，蔣中正向中國國民黨中央提出建議，除了清除國軍幹部中的中共黨員外，成立了黃埔陸軍軍官學校同學會，以增進黃埔軍校畢業生之間的感情，並清除中共在黃埔軍校中的影響力。所有黃埔軍校同學會的成員，需忠于國民黨，奉行三民主義，絕對服從蔣校長領導，嚴格禁止從事共產主義的宣傳，違者以叛逆罪嫌懲處。

#### 黃埔軍校同學會（中國大陸）
1941年，中國共產黨在延安創立黃埔同學會延安分會，作為宣傳組織。在整風運動中，黃埔同學會延安分會的多名成員遭到整肅，活動中止。在中華人民共和國創立後，至文革結束前，黃埔同學會延安分會沒有繼續活動。
在鄧小平的支持下，黃埔軍校同學會於1984年6月14日在中國大陸北京人民大會堂成立，黃埔1期徐向前任首屆會長，程子華、侯鏡如、鄭洞國、宋希濂、李默庵任副會長，黃埔老師聶榮臻、許德珩任顧問。

### 中華黃埔四海同心會
1990年，黃埔1期鄧文儀以探親為由，訪問中國大陸，與黃埔軍校同學會會長徐向前及中國國家領導人鄧小平會面。在返回台灣後，推動台灣區的黃埔同學會成立。1991年1月1日，「中華黃埔四海同心會」於臺北成立，由鄧文儀、袁樸、劉藩、劉詠堯、丁德隆等138人發起成立，鄧文儀任榮譽會長及大會主席，第一任會長由蔣緯國擔任。

### 陸軍官校校友總會
陸軍官校校友總會，其前身為陸軍官校校友會，是中華民國中央軍事院校校友總會之分會。中央軍事院校校友總會於1988年9月3日在臺北中山堂召開成立大會，陸官10期王多年擔任第一屆理事長，總會復要求於1988年12月4日在高雄縣鳳山鎮由三百名校友召開成立「陸軍官校校友會」，陸官14期劉戈崙任首屆會長。而改制後的「中華民國陸軍軍官學校校友總會」於2013年10月26日在臺北新店彭園會館成立，首任總會長由陸官40期胡筑生擔任，前行政院長郝柏村、陸階退役上將、歷任官校校長等近一千五百人出席。校友總會每年定期召開會員大會，並於2007年起辦理傑出校友表揚，校友總會宗旨在謀取校友權益福祉，增進同學情感，凝聚黃埔子弟的向心與力量。

### 陸軍官校專科班校友會
陸軍官校專科班校友會於2014年12月14日在臺中市召開成立大會，逾二百人與會，陸軍官校校友總會副總會長吳斯懷將軍出席指導，會中通過組織章程、會徽會旗之釋義與制定，由專科1期羅財維擔任第一屆理事長。校友會之宗旨，在謀取校友權益，凝聚黃埔向心，與投入社會公益，並於2016年度起辦理傑出校友獎章之表揚。

## 大事年表
| 西元 | 民國紀年  | 大事紀 |
| 1921 | 民國10年  | 12月，共產國際代表馬林在廣西桂林會見孫中山，9天内進行了三次會談，國民黨的要员胡漢民、許崇智、陳少白、曹業伯、林雲陔、朱卓文、李禄超、孫科等人参加，馬林向孫中山提出“創辦軍官學校，建立革命軍”的建議。 |
| 1923 | 民國12年  | 8月16日，蔣中正奉孫中山命赴蘇俄考察軍事教育，率同沈定一、張太雷、王登雲由上海乘“神丸”啟程赴俄考察，12月15日上午07時返國船入吳淞口，09時抵滬，將對俄政策及對黨務、軍事意見上書孫中山先生。 |
| 1924 | 民國13年  | 1月24日，孫中山派蔣中正為陸軍軍官學校籌備委員會委員長，王柏齡等7人為委員。 |
| 1924 | 民國13年  | 1月28日：孫中山指定黃埔為陸軍軍官學校校址。 |
| 1924 | 民國13年  | 2月10日，預訂招收學生名額，共324名。 |
| 1924 | 民國13年  | 3月27日，黃埔軍校試驗委員會假廣東高等師範學校舉行入學試驗，各地投考生計1千2百餘人。 |
| 1924 | 民國13年  | 5月2日，孫中山特任蔣中正為陸軍官校首任校長:9。 |
| 1924 | 民國13年  | 5月5日，黃埔軍校第一期學生進校，計正取生350名，備取生120名，加上保舉共499人，編4隊。 |
| 1924 | 民國13年  | 5月9日，孫中山特派廖仲愷為駐校黨代表，入伍生開始預備教育。 |
| 1924 | 民國13年  | 6月16日，第1期學生開學典禮，孫中山親臨主持，此後並以是日為校慶日。當日孫中山手書黃埔軍校訓詞，由胡漢民、戴季陶、廖仲愷、邵元沖四人撰文，訓詞於1929年1月10日國民黨通過為黨歌，1930年3月24日行政院暫定為國歌，1937年6月21日國民政府公布為國歌，中華民國國歌曾在1936年夏季柏林奧林匹克運動會上獲選為世界最佳國歌。 |
| 1924 | 民國13年  | 8月10日，蔣中正奉令辦理廣東省商團私運軍械事，於次日將私運軍械之挪威船艦押到黃埔，停泊於校門外。9月3日，蔣中正派何應欽總教官籌組教導團。10月12日，蔣中正任命何應欽為教導團團長，任陳繼承為教導第2營營長，王俊為教導第3營營長。10月16日，廣州商團副團長陳受恭繳械乞和，商團事變遂告敉平。 |
| 1924 | 民國13年  | 11月11日，孫中山令廣州黃埔新軍改稱校軍:10。 |
| 1924 | 民國13年  | 11月17日，第2期學生先後入校者總計449名（第2期於民國14年9月6日畢業）。11月20日，教導團正式成立。28日任命何應欽為團長。11月30日，第1期學生教育時間為6個月，於11月30日畢業考試及格465人，均步科，隔年5月19日頒畢業證書，6月25日補行畢業儀式。另有一說，由湘軍講武學堂併入的158人，四川第6隊學生的22人也併計入第1期畢業，共645人:10。 |
| 1924 | 民國13年  | 12月2日，籌組教導第2團，原教導團改稱為教導第1團。 |
| 1925 | 民國14年  | 1月31日，第2、3期及教導第1、2兩團等單位，成立「校軍」，舉行討伐陳炯明之誓師典禮。 |
| 1925 | 民國14年  | 2月，校名改為「中國國民黨黨立陸軍軍官學校」:10。2月1日，校軍開始第1次東征，討伐陳炯明:10。2月20日，孫中山病危於北平，乍聞校軍2月15日克淡水之訊，深感欣慰，及命隨員電「校軍」致賀。 |
| 1925 | 民國14年  | 3月12日，孫中山逝世於北平:10。3月13日，校軍教導第1團千餘人，於棉湖之役擊潰陳炯明之林虎部萬餘眾；同日獲悉孫中山逝世，全校師生至為哀慟:10。 |
| 1925 | 民國14年  | 6月13日，東征軍回師克復廣州，討平滇桂軍閥楊希閔、劉震寰等部:10。7月1日，國民政府成立於廣州，並發表成立宣言:10。8月20日，黨代表廖仲愷被刺殞命:10。8月26日，各軍奉命改編為「國民革命軍」，蔣中正任第一軍軍長，第二軍軍長譚延闓，第三軍軍長朱培德，第四軍軍長李濟深，第五軍軍長李福林，共5個軍:10。 |
| 1925 | 民國14年  | 10月6日，蔣中正自廣州出發，再度東征，兵力2萬人，俄顧問季山嘉等偕行。10月14日，國民革命軍第一縱隊攻克惠州，俘敵4千餘人；革命軍團長劉堯宸陣亡。11月6日，東江陳炯明殘餘部隊全部肅清:10。12月5日，蔣中正在潮安舉行東征陣亡將士追悼大會。:11 |
| 1926 | 民國15年  | 3月，國民政府中央軍事委員會將黃埔島陸軍軍官學校擴大改組，並且在同年3月更名為「中央軍事政治學校」。3月15日，確定兩廣統一的方案，廣西政治、軍事及財政均置於國民政府直接管轄之下。3月24日，軍事委員會改編廣西軍隊為國民革命軍第七軍，任命李宗仁為軍長，兩廣統一遂告完全實現。:11 |
| 1927 | 民國16年  | 第一次國共合作正式分裂，發生寧漢分裂事件，於廣州、武漢和南京各有建立黃埔陸軍軍校。3月22日，武漢陸官改組為「（武漢）中央軍事政治學校」，展開討伐蔣中正的行動，後因續北伐，便將「（武漢）中央軍事政治學校」改成张发奎的軍官教島團，迫使正在上課的第5期學生退學，至此，武漢陸官停辦。:13是年底，蔣中正成立「（南京）中央軍事政治學校」。1928年3月，蔣中正以中央軍事委員會名義將「（南京）中央軍事政治學校」改稱「中央陸軍軍官學校」。 |
| 1937 | 民國26年  | 8月，「中央陸軍軍官學校」陸官由南京迁至成都。 |
| 1946 | 民國35年  | 陸官改回「陆军军官学校」原稱，蔣中正首次退位改任名譽校長，由陸官第1期畢業之將領關麟徵擔任校長。 |
| 1947 | 民國36年  | 孫立人奉命在臺灣高雄鳳山「陸軍軍官學校第四軍官訓練班」（又稱「陸軍軍官學校臺灣訓練班」）訓練新軍，是隸屬於成都陸官的分校。 |
| 1949 | 民國38年  | 12月，成都為解放軍所占領，由中華民國舉辦的陸官停办，陸官在大陸共開辦23期。 |
| 1950 | 民國39年  | 3月1日，蔣中正發表了陸官復校的演說。8月，陸軍軍官學校復校後，首屆校長由羅友倫中將接任。10月，位於臺灣高雄鳳山的陸軍官校正式復校。1951年4月，第四軍官訓練班的所有學員、教師及設施編進學員總隊，並且成立第24期學生總隊，其訓練期為二年。 |
| 1954 | 民國43年  | 6月16日，陸官遷臺後的首次校慶，也是陸官成立三十周年的校慶。。是年陸官的學制自第27期起，由兩年改為四年，旨在文武合一。 |
| 1966 | 民國55年  | 國防部長蔣經國命令將所有十三期起的兵科學校之「後補軍官班」取消，轉納入為陸官開辦的「專修班」制。 |
| 1975 | 民國64年  | 第47期起，學制再延長為四年三個月。1976年，第48期起，陸官首次授予文學士的學位。 |
| 1978 | 民國67年  | 國防部再將專修班改成「專科班」，並增設土木、機械、電機和企管等四科，是與大學部唯一授與文憑之班隊，「專科班」為二年半學制，同年4月28日，陸官專科1期正式入學。專科1期以機械、土木科編一個營5個連，企管科於財經學校學年教育（代訓）編2個連。服制章幟與正期班有所區別：領章是專科學生，一年級草綠服是白槓V字形，軍便服是藍槓V字形，二年級草綠服、軍便服都是綠色橫槓、軍常服是金槓。1978至1981年，專科1、2期入伍訓為三個月，設機械、土木科、企管等三科，電機科（專科1期無），專科1、2期企管科至財經學校接受學年教育，專科3、4期企管科一般組留校，財經組至財經學校接受學年教育，專5期起企管科不再分組統於陸官學年教育。專科班之兵科分科有步、砲、裝、海陸等戰鬥兵科服役六年，財經組為財經兵科服役十年，軍文憑畢業證書同為陸官。1978至1982年，專科1期至專科5期參加學校辦理技能檢定。國防部令陸官支援拍攝劉家昌導演的軍教片電影「黃埔軍魂」。 |
| 1979 | 民國68年  | 5月18日，林正義（後改名林正誼、林毅夫）臺灣省宜蘭縣人，陸軍284師金門馬山連連長，泅水叛逃至中國大陸，為臺灣大學首位轉讀之陸官學生，陸官第44期第二名畢業。 |
| 1980 | 民國69年  | 5月8日，專科3期入伍，入伍訓改為二個月，首屆企管科一般組改由陸官學年教育。民國71年5月，草綠服、軍便服都改同正期班生是白色橫槓、軍常服是黑槓。1980年9月，神龍小組張輯善少校甄選專科1期步校20人及砲校4人訓練，是陸官專科班神龍小組誕生始序。民國69年10月由專二、三期學生組成千人劈刺槍部隊，先期配合僑泰演習操演，70年123自由日首度對外於臺南市演出，並賡續於北、中、南縣市表演。 |
| 1981 | 民國70年  | 4月30日，專科4期入伍，首屆由專科班畢業少尉專科1期返校帶領專科學弟入伍。10月10日，專科3期參加臺北國慶閱兵，為首次專科班以整個連隊參與國慶閱兵活動。陸官派出1個學生營轄3個連參加，第1、2連由學指部組成，第3連由專科3期編成。1982年5月專科3期與專科4期草綠服換掛同正期班白色年級臂章。 |
| 1983 | 民國72年  | 10月，專科5期於高雄市立體育場擔任僑泰演習千人刺槍術表演，為陸官單期首次千人表演刺槍期別。 |
| 1984 | 民國73年  | 5月3日，專科7期一千五百餘人入伍，畢業人數1565人。5月，專科5、6、7期換戴同正期班「學生」領章。 |
| 1984 | 民國73年  | 6月14日，在北京人民大會堂成立「黃埔軍校同學會」，由黃埔1期徐向前任首屆會長。 |
| 1985 | 民國74年  | 5月，專科8期入伍，首屆由專科班在校最高年班專科6期帶領學弟入伍，專科5、15期是兩個未帶專科入伍生之班隊，而專17期是由衛武營士官帶入伍之班隊。11月，專科8期乙班入伍，為陸官首屆因學員不足補梯次招生，原5月入學專科8期改稱（甲班）。 |
| 1986 | 民國75年  | 05月9日，專科9期1572人入學，為陸官專科班最多人數之期別。 |
| 1988 | 民國77年  | 6月16日，總統李登輝參加陸軍官校64周年校慶。12月4日：「陸軍軍官學校校友會」在陸軍官校鳳山成立，由黃埔14期劉戈崙任首屆會長。 |
| 1990 | 民國79年  | 1月起，73年班（含）以前領取戰士授田憑據補償金。2月9日，退輔會從民國79年2月9日後（專科81年班含），服役未滿10年者，不予核發榮譽國民證。「行政院國軍退除役官兵輔導委員會榮譽國民證製發作業規定」10月21日：「漢疆演習」機降「釣魚臺」，護衛臺灣區運聖火登島宣示主權，這是陸官專科班幹部最接近臨戰的一次。突擊隊隊長為陸軍獨立第62旅步4營45連連長，專科6期關至德上尉。 |
| 1991 | 民國80年  | 1月1日，臺北成立「中華黃埔四海同心會」，由黃埔1期鄧文儀任榮譽會長及大會主席，第一任會長由蔣緯國擔任。1993年，正期班之畢業中尉任官，自正62期起改少尉任官。1994年，正期班第67期招收女性學員。1998年，招收大學儲備軍官訓練團學生。1999年，國防部將校槍由57式步槍換裝為65K2式步槍，並統一將軍職兵籍名牌號碼與身份證字號結合使用。 |
| 2000 | 民國89年  | 6月16日，總統陳水扁參加陸軍官校76周年校慶。 |
| 2003 | 民國92年  | 4月，軍方依2000年民進黨陳水扁執政後要求對廢除「踢正步」進行調整研究，在總統府軍事會談中，陳水扁核定廢止國軍「踢正步」，國防部再下令以踢正步違反人體工學廢除國軍此項訓練，部隊一體適用。民國70年初專科二、三期時已有參加台北國慶閱兵典禮。 |
| 2004 | 民國93年  | 7月1日，專科1期王信龍晉任少將，為陸官專科班首位將軍。7月12日，專科末屆第27期入學後，陸官取消了專科學制。 |
| 2006 | 民國95年  | 8月，國防部精進案實施，並將各官校校長的官階降為少將。時任官校校長王根林提前於7月1日退休，校長一職暫由陸軍副總司令賈輔義代理一個月。8月1日，首任少將編階校長陳良沛（陸官48期）上任，他也是第一位出生於臺灣的校長。 |
| 2007 | 民國96年  | 11月7日，帽制更改，民國96年11月7日總統華總一義字第09600147261號令公布陸海空軍服制條例，國軍所有中校（含）階的軍官，所穿戴的「大盤帽」、「軍便帽」均都加「帽飾」……，故同上校帽子已統一式樣，即帽簷開花。 |
| 2011 | 民國100年 | 1月3日，專科2期邵定謙為陸官專科班畢業生首任軍事院校(裝甲兵)校長。7月23日，專科5期慶祝建國百年返校參訪，與會近八百人，創陸官單日單一期別返校人數最高記錄；同日專科5期製頒紀念章，為專科班首座襟授紀念章。 |
| 2012 | 民國101年 | 1月1日，專科1期王信龍晉任中將，為陸官專科班首位中將，並於7月2日接任國防部人事參謀次長。1月8日，專科班慶祝中華民國建國百年，於臺中市西屯區東海漁村花園婚禮會館辦理一百年度年終聯合餐會，與會七百餘人，為專科班畢業後首屆人數最多聚會。2月18日，專科5期成立專5期文物館，為陸官專科班首設文物專網。10月24日，專科5期成立專5期行義團，為陸官專科班首設行義慈善團隊。 |
| 2013 | 民國102年 | 10月26日，「陸軍官校校友總會」在臺北新店彭園會館成立，總會長由胡筑生擔任，前行政院長郝柏村、陸階退役上將、歷任官校校長等近一千五百人出席。 |
| 2014 | 民國103年 | 6月14日，为纪念黄埔军校90周年校庆，臺灣舉辦黄埔軍校创办90周年學術討論會。6月17日，中共中央政治局常委、中國全國政協主席俞正声出席了纪念黄埔軍校建校90周年座談會并發表講話。 |
| 2014 | 民國103年 | 6月16日，總統馬英九主持陸軍官校成立九十周年校慶暨三軍官校聯合畢業典禮。 |
| 2014 | 民國103年 | 12月14日，「中華民國陸軍軍官學校專科班校友會」於臺中市潮港城國際美食館召開成立大會，由專科1期羅財維擔任第一屆理事長，會中通過組織章程、會徽會旗之制定。 |
| 2015 | 民國104年 | 5月19日，專科4期詹彥峰於陸官母校設立「崇學獎學金」，鼓勵後進崇學尚武之精神，為專科班首次成立之獎學金。 |
| 2016 | 民國105年 | 6月12日，陸官校友總會致旗，由陸官專科班校友會籌組「中興演習-正步隊」參加台北「612凱道閱兵」活動。 |
| 2016 | 民國105年 | 6月16日，總統蔡英文參加鳳山陸軍官校校慶。 |
| 2016 | 民國105年 | 12月1日，陸官專科班第1期王信龍晉升中華民國陸軍二級上將，擔任陸軍司令，是中華民國陸軍官校史上專科班出身的最高階將領，也是中華民國陸軍史上第一位專科班出身的上將。 |

## 註解
1. ↑  開學日細緻行程為：1、06時：大元帥孫中山身穿白色中山服，頭戴“拿破崙”式白帽，偕夫人宋慶齡乘江固艦由大本營出發，江漢艦隨同翼衛。2、07時40分：孫中山抵校，校長蔣中正與妻子陳潔如及校員生在校前排隊奉迎，後入校長室小憩，並瀏覽職員及教授計劃各項圖表，旋由教授部王柏齡主任，帶領各教官進見，又由教練部主任李濟琛帶領各隊長及特別官佐進見。3、08時50分：大元帥巡視官校講堂及寢室。4、09時20分：孫中山回校長室稍憩，即赴禮堂演說，孫作出了「革命的基礎在高深的學問」講話，孫向學生說：要從今天起，立一個志願，一生一世，都不存在升官發财的心理，只知道做救國救民的事業，今天在這地開這個軍官學校，獨一無二的希望，就是創造革命軍來挽救中國的危亡！勉學生以須做革命黨，唯革命黨乃能一以當百，演說約一時之久，其詞甚長，演畢群呼孫總理萬歲！國民黨萬歲！5、11時30分：全體集合操場，舉行開學式，學生先向黨旗行三鞠躬禮，次向校旗行三鞠躬禮，再向孫總理行三鞠躬禮，孫說之所以擇定陳炯明事件兩周年這天舉行黄埔軍校開學典禮[12]，旨在表明要記住沉痛歷史教训，堅決為締造一支“武力與民眾相结合”的革命武裝而奮鬥，後由胡漢民總參議宣讀總理訓詞，汪精衛委員代表中央執行委員會宣讀祝詞，而孫總理提的書面訓詞：三民主義，吾黨所宗，以建民國，以進大同，咨爾多士，為民前鋒，夙夜匪懈，主義是從，矢勤矢勇，必信必忠，一心一德，貫徹始終，是由胡漢民、戴季陶、廖仲愷和邵元沖編寫，其內容後來更制訂為中華民國國歌歌詞。6、13時：至食堂午宴。7、15時：至操場閱兵式及分列式。8、17時：列隊歡送大元帥孫中山出校。9、19時：晚宴，由國民黨中央執行委員會及廣州市黨部公宴。10、20時：晚宴畢散會[16][17][18][19]
2. ↑  數字統計不一。按唐德剛《晚清七十年》，8月中從天津進至北京的部隊其實只有七國（當中兩國只為象徵式的掌旗兵）約一萬六千人，分別為：日軍八千人，俄軍四千八百人，英軍（主要為錫克兵，及少數威海衛華人兵）三千人，美軍二千一百人，法軍八百人，奧國五十人，義國五十三人。 
抗击八国联军侵犯天津、沙基惨案和攻打惠州四幅大型油画；礼堂悬挂廖仲恺、朱执信、史坚如等名人像。黄埔军校当年的“清党”便是在俱乐部举行。俱乐部西侧的游泳池原是小船坞改建。[19]
3. ↑  陸官專科班校友會會徽釋義：「章體」為藍底、白圓框，示青天白日。「校徽」置中與「專科」之班別，寓專科班源自陸官黃埔正統。外圍有「金色光芒」27道，象徵專科班27期校友都是專科之光。總寓：在青天白日下的陸官專科班學生接受黃埔正統養成教育，任官後的畢業校友，不管在伍或社會，都是良兵良民，為社會中堅、發光發熱。會旗「旗面」為紅底，中置「會徽」，最左緣白底黑字直書「中華民國陸軍軍官學校專科班校友會」。復於2019年1月12日第三屆會員大會修訂「會旗」紅底面之會徽外緣增「黃埔」二字[199][200][19]

### 引用
1. 1 2 3  . 高雄: 中華民國陸軍軍官學校.   [2013-02-25]. （原始内容存档于2013-04-13） （中文（臺灣））.
2. ↑  . 高雄: 中華民國陸軍軍官學校.   [2013-02-25]. （原始内容存档于2014-04-07） （中文（臺灣））.
3. 1 2  . 臺北: 國軍歷史文物館. 2012-10-12  [2013-02-25]. （原始内容存档于2012-03-07） （中文（臺灣））.
4. ↑  . 遼寧廣播電視.   [2013-03-29]. （原始内容存档于2014-02-02） （中文（中国大陆））.
5. 1 2 3 4 5 6 7 8  呂芳上策劃，王奇生、汪朝光、邵銘煌、林桶法、金以林、黃道炫、楊維真、劉維開、羅敏著. . 台北市: 時報文化. 2011-03-18.
6. 1 2 3 4 5 6 7 8 9 10 11 12 13 14 15 16 17 18 19 20 21 22 23 24  陳布雷等. . 臺北: 傳記文學出版社. 1978-06-01 （中文（臺灣））.
7. ↑  蔣中正. 《蘇俄在中國》. 1983-12-25. 臺北市: 中央文物供應社.
8. ↑  . 北京: M1905電影網.   [2013-02-25]. （原始内容存档于2013-04-26） （中文（中国大陆））.
9. ↑  . 北京: 中國黃埔軍校網.   [2013-03-04]. （原始内容存档于2013-03-29） （中文（中国大陆））.
10. ↑  何虎生.  第二版. 中国北京: 中国工人出版社. 2016-03: 339-340.
11. 1 2 3  . 中國黃埔軍校網. 北京.   [2013-03-05]. （原始内容存档于2013-03-28） （中文（中国大陆））.
12. 1 2  . 中國黃埔軍校網. 北京.   [2014-06-25]. （原始内容存档于2014-08-08） （中文（中国大陆））.
13. ↑  . 中國黃埔軍校網. 北京.   [2013-03-05]. （原始内容存档于2013-08-22） （中文（中国大陆））.
14. ↑  . 上海: 民國日報. 1925-06-22 （中文）.
15. ↑  李守孔. . 台北: 三民書局. 1973-09: 52. ISBN 9571406635 （中文（臺灣））.
16. ↑  . 中國黃埔軍校網. 北京.   [2013-03-05]. （原始内容存档于2013-08-22） （中文（中国大陆））.
17. ↑  . 上海: 民國日報. 1925-06-22 （中文）.
18. ↑  李守孔. . 台北: 三民書局. 1973-09: 52. ISBN 9571406635 （中文（臺灣））.
19. 1 2 3 4  佐藤公彦. . 北京: 中國人民大學出版社. 2007-04-01. ISBN 9787500459965 （中文（中国大陆））.
20. ↑  王爾敏校訂. 現代教育研究社編輯委員會 , 编. . 香港: 現代教育研究社. 1993. ISBN 962-11-2588-X.
21. 1 2  . 北京: 鳳凰網. 2011-07-19  [2013-02-27]. （原始内容存档于2014-02-01） （中文（中国大陆））.
22. 1 2  . 北京: 搜狐. 2012-04-19  [2013-02-27]. （原始内容存档于2014-02-02） （中文（中国大陆））.
23. 1 2 3  . 北京: 黃埔軍校同學會.   [2013-03-04]. （原始内容存档于2013-02-19） （中文（中国大陆））.
24. ↑  . 高雄: 中華民國陸軍軍官學校.   [2013-02-25]. （原始内容存档于2013-04-13） （中文（臺灣））.
25. 1 2  .   [2008年7月22日]. （原始内容存档于2021年1月13日） （简体中文）.
26. ↑  廣東革命歷史博物館編：《黄埔军校史料（1924-1927）》，廣東人民出版社，1985年版。
27. ↑  .   [2022年5月26日]. （原始内容存档于2022年2月15日）.
28. 1 2  .   [2022-05-26]. （原始内容存档于2022-02-16）.
29. ↑  .   [2022-05-26]. （原始内容存档于2022-02-15）.
30. ↑  谢冰莹：《从军日记》，1927年发表于武汉《中央日报》副刊。1928年秋上海春潮书局出版，林语堂把全文译成英文出版。凤凰出版传媒集团2010年03月再版，ISBN 9787539935331
31. ↑  .   [2022-05-26]. （原始内容存档于2020-04-11）.
32. ↑  .   [2022-05-26]. （原始内容存档于2022-02-15）.
33. ↑  《广州市志·卷一》：大事纪 民国时期：民国十六年（1927年）上
34. ↑  方鼎英：“黄埔军校‘清党’回忆”，《新化文史》第十三辑，2006年版。
35. 1 2  . 北京: 中國黃埔軍校網.   [2013-03-05]. （原始内容存档于2013-08-22） （中文（中国大陆））.
36. 1 2  . 高雄: 中華民國陸軍軍官學校.   [2013-02-25]. （原始内容存档于2013-04-13） （中文（臺灣））.
37. ↑  . 北京: 中國黃埔軍校網.   [2013-03-04]. （原始内容存档于2013-08-22） （中文（中国大陆））.
38. ↑  黄哲嗣：“浅述中央军校高等教育班”，《黄埔》2012年第6期，第69-71页
39. ↑  潘茂，“国民党中央军校特训班”，《湖北文史》2006年02期
40. ↑  .   [2022-05-26]. （原始内容存档于2022-02-15）.
41. ↑  . 北京: 中國黃埔軍校網.   [2013-03-05]. （原始内容存档于2013-08-22） （中文（中国大陆））.
42. ↑  戴世进：“陆军军官第一预备学校生活回忆”，《黄埔》，2012年第1期，第38-39页。
43. ↑  顧超光、黎高恩. . 八十三週年校慶基礎學術研討會. 高雄: 中華民國陸軍軍官學校. 2007 （中文（臺灣））.
44. 1 2  朱衛國. . 北京: 人民政協報. 2009-10-30  [2014-06-25]. （原始内容存档于2014-08-08） （中文（中国大陆））.
45. 1 2 3  . 高雄: 中華民國陸軍軍官學校.   [2013-02-25]. （原始内容存档于2013-04-13） （中文（臺灣））.
46. ↑  綱蘇字第五三號中華民國三十九年十一月廿六日于台灣鳳山
47. 1 2  . 高雄: 中華民國陸軍軍官學校.   [2013-03-18]. （原始内容存档于2012-08-15） （中文（臺灣））.
48. 1 2 3 4  . 臺北: 軍聞社. 2009-06-29  [2013-02-25]. （原始内容存档于2013-02-22） （中文（臺灣））.
49. 1 2 3 4  . 高雄: 陸軍軍官學校專指部.   [2013-02-25]. （原始内容存档于2005-09-22） （中文（臺灣））.
50. ↑  . 高雄.   [2013-02-25]. （原始内容存档于2013-11-17） （中文（臺灣））.
51. 1 2  . 台北: 中央电影事业股份有限公司.   [2013-03-05]. （原始内容存档于2013-12-04） （中文（臺灣））.
52. ↑  . 台北: 國防部政戰資訊網. 2011-06-04  [2013-03-05]. （原始内容存档于2013-12-06） （中文（臺灣））.
53. ↑  . 香港: 艺能影业有限公司.   [2013-03-29]. （原始内容存档于2013-12-03） （中文（臺灣））.
54. ↑  . 蘋果日報. 2011-02-12  [2011-08-02]. （原始内容存档于2011-03-16） （中文（臺灣））.
55. ↑  .   [2015-02-17]. （原始内容存档于2014-08-19）.
56. ↑  蘋果余艾苔. . 臺北: 蘋果即時新聞. 2017-05-14  [2017-06-19]. （原始内容存档于2017-05-21） （中文（臺灣））.
57. 1 2  . 北京: 中國黃埔軍校網.   [2013-03-05]. （原始内容存档于2013-08-22） （中文（中国大陆））.
58. 1 2 3  . 高雄: 中華民國陸軍軍官學校.   [2013-02-25]. （原始内容存档于2013-04-13） （中文（臺灣））.
59. 1 2 3 4  . 北京: 黃埔軍校校友會. 2008-06-25  [2013-02-25]. （原始内容存档于2013-04-20） （中文（中国大陆））.
60. 1 2 3  . 臺北: 中華民國國防軍事研究學會校. 2010-04-14  [2013-02-25]. （原始内容存档于2013-12-04） （中文（臺灣））.
61. 1 2 3  . 高雄: 中華民國陸軍軍官學校. 1988-12-04  [2013-02-25]. （原始内容存档于2013-02-04） （中文（臺灣））.
62. 1 2 3  蔡和穎. . 臺北: 中央社. 2013-10-26  [2014-01-21]. （原始内容存档于2013-10-28） （中文（臺灣））.
63. 1 2 3  于郁金. . 臺北: 大成報. 2014-12-18  [2014-12-18]. （原始内容存档于2014-12-19） （中文（臺灣））.
64. 1 2  孫麗菁. . 臺北: 台灣時報. 2013-01-30  [2013-01-30]. （原始内容存档于2014-01-13） （中文（臺灣））.
65. ↑  . 南投: 臺灣省政府. 2013-05-04  [2013-08-01]. （原始内容存档于2014-08-10） （中文（臺灣））.
66. 1 2  張廷誠、蕭宇廷. . 臺中: 青年日報. 2013-04-30  [2013-05-05] （中文（臺灣））.[永久]
67. ↑  洪德. . 南投: TNN臺灣地方新聞. 2013-05-05  [2013-05-05]. （原始内容存档于2013-09-27） （中文（臺灣））.
68. ↑  于郁金. . 臺北: 大成報. 2014-07-30  [2014-07-30]. （原始内容存档于2014-08-10） （中文（臺灣））.
69. ↑  于郁金. . 臺北: 大成報. 2014-08-11  [2014-08-11]. （原始内容存档于2014-08-26） （中文（臺灣））.
70. ↑  . 臺北: 中時電子報. 2014-08-14  [2014-08-14]. （原始内容存档于2014-08-16） （中文（臺灣））.
71. ↑  許峻魁. . 金門: 金門日報社. 2014-08-15  [2014-08-17]. （原始内容存档于2015-06-26） （中文（臺灣））.
72. ↑  . 高雄: 中華民國陸軍軍官學校. 2012-12-25  [2012-12-27]. （原始内容存档于2013-03-02） （中文（臺灣））.
73. ↑  . 高雄: 中華民國陸軍軍官學校.   [2013-02-25]. （原始内容存档于2012-05-15） （中文（臺灣））.
74. ↑  . 高雄: 中華民國陸軍軍官學校. 2012-12-25  [2012-12-27]. （原始内容存档于2013-03-02） （中文（臺灣））.
75. ↑  傅應川. . 台北: 中時電子報. 2014-06-19  [2014-08-25]. （原始内容存档于2014-08-26） （中文（臺灣））.
76. ↑  . 北京: 黃埔軍校同學會.   [2016-11-06]. （原始内容存档于2016-11-07） （中文（中国大陆））.
77. ↑  . 北京: 黄埔军校同学会. 2012-09-21  [2014-06-25]. （原始内容存档于2014-07-14） （中文（中国大陆））.
78. ↑  . 北京: 中國黃埔軍校網.   [2014-06-25]. （原始内容存档于2014-07-14） （中文（中国大陆））.
79. ↑  . 高雄: 中華民國陸軍軍官學校. 2010-01-02  [2013-03-05]. （原始内容存档于2013-03-02） （中文（臺灣））.
80. ↑  . 高雄: 中華民國陸軍軍官學校.   [2013-03-05]. （原始内容存档于2014-07-03） （中文（臺灣））.
81. ↑  謝佳珍. . 台北: 中央社. 2006-01-12  [2013-03-05]. （原始内容存档于2014-07-14） （中文（臺灣））.
82. ↑  高凌雲. . 台北: 聯合晚報. 2006-01-12 （中文（臺灣））.
83. ↑  洪哲政. . 台北: 聯合報. 2018-04-10  [2018-04-11]. （原始内容存档于2018-05-02） （中文（臺灣））.
84. ↑  楊鎮全. . 台北: TVBS新聞. 2006-03-13 （中文（臺灣））.
85. ↑  . 台北: 聯合報 記者程嘉文.   [2018-03-21]. （原始内容存档于2018-03-22） （中文（中国大陆））.
86. ↑  李金生. . 中國時報即時新聞. 2019-01-16  [2019-01-28]. （原始内容存档于2019-01-17） （中文（臺灣））.
87. ↑  . 北京: 中國黃埔軍校網.   [2014-06-25]. （原始内容存档于2014-08-08） （中文（中国大陆））.
88. ↑  . 臺北: 中正文教基金會.   [2014-08-25]. （原始内容存档于2014-08-26） （中文（臺灣））.
89. ↑  中國電影製片廠. . 臺北: 中國電影製片廠. 2008-06-28  [2013-03-05]. （原始内容存档于2014-08-26） （中文（臺灣））.
90. ↑  . 高雄: 中華民國陸軍軍官學校. 2009-10-06  [2013-01-21]. （原始内容存档于2013-02-22） （中文（臺灣））.
91. 1 2  臺視新聞. . 臺北: 臺灣電視公司. 1988-06-16  [2013-03-05]. （原始内容存档于2014-07-14） （中文（臺灣））.
92. ↑  . 台北: 中華民國總統府. 1994-06-16  [2013-02-25]. （原始内容存档于2015-09-24） （中文（臺灣））.
93. 1 2  楊孟瑜. . 香港: BBC新聞網. 2000-06-16  [2013-03-05]. （原始内容存档于2014-07-15） （中文（臺灣））.
94. ↑  . 北京: 新華社. 2004-06-16  [2013-02-25]. （原始内容存档于2015-02-13） （中文（中国大陆））.
95. ↑  黃文宗. . 臺北: 中央社. 2004-06-14  [2013-03-05]. （原始内容存档于2013-02-04） （中文（臺灣））.
96. ↑  康世人. . 臺北: 中央社. 2004-06-14  [2013-03-05]. （原始内容存档于2013-02-04） （中文（臺灣））.
97. ↑  洪臣宏. . 臺北: 自由時報. 2008-06-17  [2014-06-18]. （原始内容存档于2014-08-26） （中文（臺灣））.
98. 1 2  . 臺北: 中華民國總統府. 2014-06-16  [2014-06-18]. （原始内容存档于2015-09-24） （中文（臺灣））.
99. 1 2  黃埔校慶 蔡勉勵「為2300萬人犧牲」 行扶手禮校閱 （页面存档备份，存于），蘋果日報 (台灣)，2016年06月17日
100. 1 2  全文／蔡英文陸軍官校閱兵　霸氣提醒「貪生怕死莫入此門」 （页面存档备份，存于），三立新聞，2016年06月16日
101. ↑  王育偉. . 中央社. 2024-06-02  [2024-06-04]. （原始内容存档于2024-06-04）.
102. ↑  青年日報. . 中時新聞網. 2024-06-16  [2024-06-16]. （原始内容存档于2024-06-16）.
103. ↑  總統主持黃埔建校一百週年校慶　期勉陸官人深刻體會「犧牲、團結、負責」的歷史意義、全心全力奉獻國家人民、捍衛國家主權　為國家帶來光榮與繁榮 （页面存档备份，存于）, 中華民國總統府, 2024-06-16
104. ↑  游凱翔. . 中央社. 2024-06-16  [2024-06-16]. （原始内容存档于2024-11-27）.
105. ↑  . 北京: 说钱网.   [2013-03-25]. （原始内容存档于2014-08-26） （中文（中国大陆））.
106. ↑  .   [2024-05-27]. （原始内容存档于2024-05-27）.
107. ↑  . 北京: 说钱网.   [2013-02-25]. （原始内容存档于2014-08-26） （中文（中国大陆））.
108. ↑  陈斌华. . 北京: 新華網. 2012-12-12  [2013-03-25]. （原始内容存档于2004-09-25） （中文（中国大陆））.
109. 1 2 3  . 高雄: 中華民國陸軍軍官學校. 2012-07  [2012-12-27]. （原始内容存档于2013-03-02） （中文（臺灣））.
110. ↑  . 北京: 中國黃埔軍校網.   [2013-02-25]. （原始内容存档于2013-01-28） （中文（中国大陆））.
111. ↑  . 北京: 中國黃埔軍校網.   [2014-06-26]. （原始内容存档于2013-08-27） （中文（中国大陆））.
112. ↑  . 北京: 中國新聞網. 2014-01-20  [2013-03-05]. （原始内容存档于2014-02-02） （中文）.
113. ↑  . 台北: Kenming的鮮思維.   [2013-03-05]. （原始内容存档于2013-11-10） （中文（臺灣））.
114. ↑  粘嫦鈺. . 台北: 聯合新聞網. 2007-06-11  [2014-01-21]. （原始内容存档于2014-02-01） （中文（臺灣））.
115. 1 2  國防部. . 臺北: 國防部. 2014-12-24  [2014-12-24]. （原始内容存档于2015-03-25） （中文（臺灣））.
116. 1 2 3 4  . 臺北: 東森新聞雲. 2011-12-25  [2013-03-05]. （原始内容存档于2013-05-02） （中文（臺灣））.
117. 1 2 3 4  林敬傑. . 臺北: 軍聞社. 2012-07-02  [2013-03-05]. （原始内容存档于2014-07-26） （中文（臺灣））.
118. ↑  于郁金. . 台北: 大成報. 2014-12-18  [2014-12-18]. （原始内容存档于2014-12-19） （中文（臺灣））.
119. ↑  于郁金. . 臺北: 勁報. 2014-12-18  [2014-12-18]. （原始内容存档于2016-04-28） （中文（臺灣））.
120. ↑  劉玲玲. . 百科知識. August 2012, (15): 50–52 （中文（中国大陆））.
121. ↑  雪珥. . 廣州: 南方都市報. 2011-06-16 （中文（中国大陆））.
122. ↑  解思忠. . 黃埔. May 2013, (3) （中文（中国大陆））.
123. ↑  財政部關稅總局. . 台北: 財政部關稅總局. 2008-06. ISBN 9570048611 （中文（臺灣））.
124. ↑  . 台北: 財政部財政史料陳列室.   [2013-03-05]. （原始内容存档于2014-07-14） （中文（臺灣））.
125. ↑  . 北京: 民族魂.   [2013-03-05]. （原始内容存档于2013-04-24） （中文（中国大陆））.
126. ↑  勞乃宣 等. . 北京: 北京出版社. 2000-01 （中文）.
127. ↑  師永剛、張凡. . 北京: 華文出版社. 2011-03: 112. ISBN 9787507534474 （中文（中国大陆））.
128. ↑  . 台北: 中正文教基金會.   [2014-08-25]. （原始内容存档于2015-03-24） （中文（臺灣））.
129. ↑  .   [2013-03-05]. （原始内容存档于2011-07-08） （中文（中国大陆））.
130. ↑  . 福州: 华广网. 2011-01-17  [2013-06-17]. （原始内容存档于2014-07-14） （中文（中国大陆））.
131. ↑  . 廣州: 中國台灣網-黄埔军校同学会. 2014-04-16  [2017-06-09]. （原始内容存档于2018-04-21） （中文（中国大陆））.
132. ↑  . 廣州: 中国黄埔军校网. 2011-01-17. （原始内容存档于2016-04-08） （中文（中国大陆））.
133. ↑  . 廣州: 廣州市第六中學.   [2013-02-25]. （原始内容存档于2012-10-03） （中文（中国大陆））.
134. ↑  . 高雄: 中華民國陸軍軍官學校.   [2013-02-25]. （原始内容存档于2013-03-02） （中文（臺灣））.
135. ↑  . 北京: 解放军出版社 中国文革研究网 陳宇.   [2005]. （原始内容存档于2019-02-21） （中文（中国大陆））.
136. ↑  王鳳翎. . 台北: 龍文出版社. 1990 （中文（臺灣））.
137. ↑  . 北京: 中國黃埔軍校網.   [2014-06-25]. （原始内容存档于2013-08-27） （中文（中国大陆））.
138. ↑  . 北京: 南都数字报.   [2014-06-16]. （原始内容存档于2015-09-05） （中文（中国大陆））.
139. ↑  . 高雄: 中華民國陸軍軍官學校.   [2013-02-25]. （原始内容存档于2013-03-02） （中文（臺灣））.
140. ↑  . 高雄: 中華民國陸軍軍官學校.   [2013-03-07]. （原始内容存档于2013-03-02） （中文（臺灣））.
141. ↑  . 中華民國陸軍.   [2013-02-25]. （原始内容存档于2016-05-31） （中文（臺灣））.
142. ↑  . 中華民國陸軍.   [2013-02-25]. （原始内容存档于2016-05-31） （中文（臺灣））.
143. ↑  . 中華民國陸軍.   [2013-02-25]. （原始内容存档于2011-08-11） （中文（臺灣））.
144. ↑  . 中華民國海軍.   [2013-02-25]. （原始内容存档于2014-08-26） （中文（臺灣））.
145. ↑  . 高雄: 中華民國陸軍軍官學校.   [2013-03-07]. （原始内容存档于2013-03-02） （中文（臺灣））.
146. ↑  洪哲政. . 臺北: 聯合晚報. 2013-10-24  [2014-06-26]. （原始内容存档于2014-05-25） （中文（臺灣））.
147. ↑  . 臺北: 中時電子報. 2013-07-21  [2014-06-26]. （原始内容存档于2014-05-25） （中文（臺灣））.
148. ↑  「葡萄仙子」電影插曲《快樂誕辰》靜婷 楊光合唱 （页面存档备份，存于） 新華影業 百代天使唱片1956年10月25日[2022年10月31日]
149. ↑  賀新初. . 湘潮. April 2004, (4): 9–11 （中文（中国大陆））.
150. ↑  胡志偉. . 黃花崗雜誌. 2005-08-27, (3): 62–66 （中文）.
151. ↑  . 北京: 中國新聞網. 2007-00-04  [2013-03-05]. （原始内容存档于2009-11-26） （中文（中国大陆））.
152. ↑  . 泰州: 論文網.   [2013-03-05]. （原始内容存档于2014-02-25） （中文（中国大陆））.
153. ↑  . 廈門: 查字典.   [2013-03-05]. （原始内容存档于2013-04-30） （中文（中国大陆））.
154. ↑  張維翰. .   [2014-07-03]. （原始内容存档于2014-04-14） （中文（臺灣））.
155. ↑  . 北京: 新浪.   [2013-03-05]. （原始内容存档于2013-09-27） （中文（中国大陆））.
156. ↑  . 北京: 華夏經緯網. 2008-01-08  [2013-03-05]. （原始内容存档于2013-02-26） （中文（中国大陆））.
157. ↑  . 臺北: 中華民國國防部. 1999-03-02  [2013-03-05]. （原始内容存档于2014-07-14） （中文（臺灣））.
158. ↑  . 臺北: 國軍歷史文物館. 2013-08-22  [2013-03-05]. （原始内容存档于2014-07-14） （中文（臺灣））.
159. ↑  蔡禎祥. . 桃園: 軍聞社.   [2013-03-05]. （原始内容存档于2017-03-02） （中文（臺灣））.
160. ↑  陳奕廷. . 新新聞. 2011-10-21, (2011-10-21)  [2014-07-03]. （原始内容存档于2014-07-14） （中文（臺灣））.
161. ↑  . 臺北: 中央社. 2011-09-30  [2013-03-05]. （原始内容存档于2014-08-26） （中文（臺灣））.
162. ↑  楊毅. . 台北: 中時電子報. 2013-08-01  [2014-03-05]. （原始内容存档于2014-02-11） （中文（臺灣））.
163. ↑  . 臺北: 憲兵指揮部.   [2013-03-05]. （原始内容存档于2014-01-07） （中文（臺灣））.
164. ↑  . 桃園: 中華民國陸軍.   [2014-03-05]. （原始内容存档于2013-10-24） （中文（臺灣））.
165. ↑  劉麗榮. . 臺北: 中央社. 2014-05-05 （中文（臺灣））.
166. ↑  尹乃菁. . 臺北: 中國時報. 2000-08-15 （中文（臺灣））.
167. 1 2  . 臺北: 後備指揮部.   [2013-01-21]. （原始内容存档于2012-12-31） （中文（臺灣））.
168. ↑  . 永春小估南山陳氏宗親網.   [2013-01-23]. （原始内容存档于2013-01-02） （中文）.
169. ↑  . 臺北: 國軍歷史文物館. 2013-08-22  [2014-01-21]. （原始内容存档于2014-07-14） （中文（臺灣））.
170. 1 2  劉育然. . 臺北: 軍聞社. 2011-01-03  [2013-03-05]. （原始内容存档于2014-07-14） （中文（臺灣））.
171. ↑  房茂宏. . 臺北: 國防部軍事新聞網. 2015-12-27  [2015-12-27]. （原始内容存档于2016-01-05） （中文（臺灣））.
172. ↑  王宗銘. . 臺北: 今日新聞網. 2009-12-28  [2013-03-05]. （原始内容存档于2013-10-15） （中文（臺灣））.
173. ↑  程嘉文. . 臺北: 聯合報. 2011-12-28  [2013-03-05]. （原始内容存档于2013-10-14） （中文（臺灣））.
174. ↑  王烱華. . 臺北: 蘋果日報. 2011-12-28  [2013-03-05]. （原始内容存档于2013-08-19） （中文（臺灣））.
175. ↑  . 臺北: 國防部. 2012-06-28  [2013-03-05]. （原始内容存档于2013-10-22） （中文（臺灣））.
176. ↑  國防部公布將官晉升 21人升中少將 （页面存档备份，存于）中央通信社2016年6月26日[2016年6月26日]
177. ↑  自由時報. . 臺北: 國防部軍聞社. 2013-12-25  [2014-12-24]. （原始内容存档于2016-01-05） （中文（臺灣））.
178. ↑  國防部. . 臺北: 國防部軍聞社. 2014-12-24  [2014-12-24]. （原始内容存档于2016-01-05） （中文（臺灣））.
179. ↑  國防部. . 臺北: 國防部. 2015-06-24  [2015-08-06]. （原始内容存档于2016-01-26） （中文（臺灣））.
180. ↑  傅政榮. . 臺北: 國防部軍事新聞網. 2015-12-27  [2015-12-27]. （原始内容存档于2016-01-05） （中文（臺灣））.
181. ↑  國防部. . 臺北: 國防部軍聞社. 2016-06-19  [2016-06-23]. （原始内容存档于2016-09-17） （中文（臺灣））.
182. ↑  陈赓. . 北京: 新华网. 1944-05  [2010年5月30日]. （原始内容存档于2010年4月18日） （中文（中国大陆））.
183. ↑  . 北京: 人民網.   [2013-03-05]. （原始内容存档于2014-07-14） （中文（中国大陆））.
184. ↑  . 北京: 中国共产党新闻网. 2008-11-19  [2010-06-16]. （原始内容存档于2016-03-04） （中文（中国大陆））.
185. ↑  李意根. . 北京: 凤凰网. 2008年6月17日  [2010-06-16]. （原始内容存档于2010年5月16日） （中文（中国大陆））.
186. ↑  . 绍兴: 诸暨日报. 2009-07-16 （中文（中国大陆））.
187. ↑  . 北京: 人民网.   [2010-06-06]. （原始内容存档于2010-08-24） （中文（中国大陆））.
188. ↑  丁群. . 文史精华. 2004, (5): 28–35 （中文（中国大陆））.
189. ↑  . 台北: 立法院全球資訊網.   [2013-03-15]. （原始内容存档于2014-07-14） （中文（臺灣））.
190. ↑  . 臺北: 臺灣獨立建國聯盟.   [2013-06-05]. （原始内容存档于2013-12-14） （中文（臺灣））.
191. ↑  . 北京: 華夏經緯網. 2007-12-12  [2013-03-05]. （原始内容存档于2017-03-01） （中文）.
192. ↑  . 台北: 立法院全球資訊網.   [2013-03-15]. （原始内容存档于2011-08-07） （中文（臺灣））.
193. ↑  李心怡. . 新臺灣新聞周刊. 2005-04-28, (475) （中文（臺灣））.
194. ↑  沈德汶. . 臺北: 觀·臺灣電子報. 2013-04-10  [2014-07-03]. （原始内容存档于2013-06-24） （中文（臺灣））.
195. ↑  陳儀深. . 口述歷史. August 2002, (11) （中文（臺灣））.
196. ↑  郝柏村，《八年參謀總長日記 上》，2000，頁559
197. ↑  郝柏村，《八年參謀總長日記 上》，2000，頁798
198. 1 2  周力行. . 台北: 軍聞社. 2013-10-28  [2014-03-05]. （原始内容存档于2014-12-22） （中文（臺灣））.
199. ↑  于郁金. . 臺北: 勁報. 2014-12-18  [2015-12-27]. （原始内容存档于2016-01-05） （中文（臺灣））.
200. ↑  于郁金. . 臺北: 大成報. 2015-12-28  [2015-12-28]. （原始内容存档于2016-01-07） （中文（臺灣））.
201. ↑  于郁金. . 臺北: 中華海兩岸新聞報. 2015-12-28  [2015-12-28]. （原始内容存档于2016-01-05） （中文（臺灣））.
202. ↑  陸官專科班校友會會員大會傑出校友表揚暨年終聯誼餐會 （页面存档备份，存于）勁報
203. ↑  单补生. . 北京: 中國黃埔軍校網.   [2014-07-30]. （原始内容存档于2014-08-08） （中文（中国大陆））.
204. ↑  . 臺北: 國軍歷史文物館. 2013-10-11  [2014-01-21]. （原始内容存档于2014-02-21） （中文（臺灣））.
205. ↑  陳宇. . 北京: 中國人民解放軍出版社. 2012-04-01. ISBN 9787506553469 （中文（中国大陆））. 「……筹委会决定在全国19个省进行招考。1924年2月10日，拟定招生名额为324人……」
206. ↑  单补生. . 北京: 中國黃埔軍校網.   [2014-07-30]. （原始内容存档于2014-08-08） （中文（中国大陆））.
207. ↑  . 北京: 中國黃埔軍校網.   [2013-03-05]. （原始内容存档于2013-08-22） （中文（中国大陆））.
208. 1 2  . 北京: 中國黃埔軍校網.   [2013-03-04]. （原始内容存档于2013-08-22） （中文（中国大陆））.
209. ↑  . 北京: 中國黃埔軍校網.   [2013-03-04]. （原始内容存档于2013-08-22） （中文（中国大陆））.
210. ↑  馬櫻健. . 北京: 中華網. 2012-03-07  [2013-03-05]. （原始内容存档于2012-04-22） （中文（中国大陆））.
211. ↑  顧超光、黎高恩. . 八十三週年校慶基礎學術研討會. 高雄: 中華民國陸軍軍官學校. 2007-06-01.
212. ↑  陳憲良. . 新新聞. 1998-03-29, (577) （中文（臺灣））.
213. ↑  鄭鴻生. . 文化研究月報－三角公園. 2002-06-15, (16) （中文（臺灣））.
214. ↑  . 臺北: 行政院. 1990-12-10  [2013-01-21]. （原始内容存档于2013-05-01） （中文（臺灣））.
215. ↑  . 臺北: 行政院. 2006-08-04  [2013-01-21]. （原始内容存档于2014-09-03） （中文（臺灣））.
216. ↑  . 台北: 國軍退除役官兵輔導委員會.   [2013-01-21]. （原始内容存档于2012-09-05） （中文（臺灣））.
217. ↑  黃銘俊. . 亞洲週刊. 2012-11-11, 26 (45) （中文（臺灣））.
218. ↑  林弘展. . 臺北: 中時電子報. 2016-02-24  [2017-06-14]. （原始内容存档于2016-06-13） （中文（臺灣））.
219. ↑  . 香港: 中時電子報. 2006-07-31  [2017-06-14]. （原始内容存档于2019-02-21） （中文（臺灣））.
220. ↑  . 台北: 行政院 總統令 國防法規資料庫. 2014-01-29  [2014-02-21]. （原始内容存档于2016-12-02） （中文（臺灣））.
221. ↑   (PDF). 台北: 行政院 總統令 國防法規資料庫. 2014-01-29  [2014-02-21]. （原始内容存档 (PDF)于2016-12-02） （中文（臺灣））.
222. ↑  黃埔校友會訊. . 台北: 黃埔校友會訊. 2011-10-10  [2013-01-24]. （原始内容存档于2013-09-26） （中文（臺灣））.
223. ↑  黃埔校友會訊. . 台北: 黃埔校友會訊. 2012-04-01  [2013-01-24]. （原始内容存档于2015-02-13） （中文（臺灣））.
224. ↑  陈小愿、刘舒凌. . 北京: 中國新聞網. 2014-06-14  [2014-07-05]. （原始内容存档于2014-07-19） （中文（中国大陆））.
225. ↑  焦莹. . 北京: 央廣網. 2014-06-18  [2014-07-05]. （原始内容存档于2014-07-14） （中文（中国大陆））.
226. ↑  盧冠妃. . 臺北: 三立新聞網. 2016-06-11  [2017-06-14]. （原始内容存档于2019-02-15） （中文（臺灣））.
227. ↑  黃旭昇. . 臺北: 中央社. 2016-06-12  [2017-06-14]. （原始内容存档于2017-03-15） （中文（臺灣））.
228. ↑  黃旭昇. . 臺北: 蘋果即時報中央社. 2016-06-12  [2017-06-14]. （原始内容存档于2017-02-28） （中文（臺灣））.
229. ↑  呂昭隆. . 臺北: 中時電子報. 2016-11-24  [2017-06-14]. （原始内容存档于2017-01-11） （中文（臺灣））.

### 來源
- 《中央陸軍軍官學校校史稿》（页面存档备份，存于） 陸軍軍官學校1936年出版 [2013-03-07]
- 《陸軍軍官學校校史》（页面存档备份，存于） 陸軍軍官學校1969年出版 [2013-03-07]
- 《總統蔣公與陸軍軍官學校》（页面存档备份，存于） 陸軍軍官學校 陸軍總部1980年出版 [2013-03-07]
- 《對陸軍軍官學校講詞彙輯》（页面存档备份，存于） 何應欽 國防部史政編譯局1981年出版 [2013-03-07]
- 《黃埔軍魂》（页面存档备份，存于） 黃埔建國文集編籑委員會 實踐出版社1985年出版 [2013-03-07]
- 《黃埔軍校史料》（页面存档备份，存于） 广东人民出版社1985年出版 [2013-03-07]
- 《黃埔軍校名人傳略》（页面存档备份，存于）王宗虞、王建吾 河南人民出版社1986[2013-03-07]
- 《中央陸軍軍官學校校史稿》（页面存档备份，存于） 龍文出版社1989年出版 [2013-03-07]
- 《廖仲恺国际学术研讨会论文集》廖仲恺研究（页面存档备份，存于） 广东人民出版社1989年出版[2013-02-25]
- 《黃埔軍校之成立及其初期發展》（页面存档备份，存于） 黃振涼 正中書局1993年出版 [2013-03-07]
- 《黃埔軍校》（页面存档备份，存于） 李明 廣東人民出版社2005[2013-03-07]
- 《初露鋒芒 黃埔軍校第一期生研究》（页面存档备份，存于） 陳予歡 中山大學出版社2007年出版 [2013-03-07]
- 《黃埔軍校的將帥們》（页面存档备份，存于） 王曉華、張慶軍 上海人民出版社2009年出版 [2013-03-07]

## 外部連結
- 中華民國陸軍軍官學校官方網站（页面存档备份，存于） （繁體中文）
- 陸軍軍官學校的Facebook專頁
- 狭间直树：〈“三大政策”与黄埔军校〉（页面存档备份，存于）。